# بنتلي
بنتلي موتورز ليمتد (بالإنجليزية: Bentley Motors Limited)‏، هي شركة تصنيع وتسويق بريطانية للسيارات الفاخرة وسيارات الدفع الرباعي، وهي شركة تابعة لمجموعة فولكس فاجن منذ عام 1998.

## نبذة
يقع المقر الرئيسي للشركة في كرو بإنجلترا، وتم تأسيسها باسم بنتلي موتورز ليمتد بواسطة والتر اوين بنتلي في عام 1919 في كريكلوود، شمال لندن، وأصبحت معروفة على نطاق واسع بفوزها بسباق Hours of Le Mans 24 ساعة من لي مانز في أعوام 1924 و1927 و1928 و1929 و1930.
تمتد الطرازات البارزة من طراز بنتلي ½4 لتر ذي السباقات الرياضية التاريخية و بنتلي سبيد 6، أحدث طرازات بنتلي آر تيب كونتيننتال وبنتلي تيربو آر وبنتلي أرانج؛ إلى خط طرازها الحالي، بما في ذلك بنتلي فلاينغ سبور وبنتلي كونتيننتال جي تي وبنتلي بنتايغا وبنتلي مولسان التي يتم تسويقها في جميع أنحاء العالم، مع إعتبار أن الصين أكبر سوق لها ابتداءاً من نوفمبر 2012.
يتم تجميع معظم طرازات بنتلي اليوم في مصنع كرو التابع للشركة، مع تجميع عدد صغير في مصنع دريسدن التابع لشركة فولكس فاجن بألمانيا، ومع هياكل بنتلي كونتيننتال جي تي المصنعة في تسفيكاو وبنتايغا المصنعة في مصنع فولكس فاجن براتيسلافا.

## التأميم
تقرر إنضمام بنتلي ورولز رويس وفصلهما في نهاية المطاف عن سلسلة من عمليات الاندماج والاستحواذ، بدءاً من شراء شركة رولز رويس لشركة بنتلي في عام 1931 ثم إلى حالة الاستحواذ. في عام 1971، إضطرت شركة رولز رويس نفسها إلى الإستحواذ وقامت حكومة المملكة المتحدة بتأميم الشركة - فقُسمت إلى شركتين وهما قسم الطيران رولز رويس بي أل سي وقسم السيارات رولز رويس موتورز ليمتد، احتفظت رولز رويس موتورز ليمتد بتقسيم بنتلي الفرعي. تم بيع رولز رويس موتورز لاحقاً إلى مجموعة التكتل الهندسي فيكرز وفي عام 1998 باع فيكرز شركة رولز رويس لشركة فولكس فاجن إيه جي.

### بيع الشركة
لم يتم الاحتفاظ بحقوق الملكية الفكرية لكل من اسم رولز رويس وكذلك شعار الشركة من قبل رولز رويس موتورز، ولكن تم الإحتفاظ بالحقوق من قبل شركة الطيران رولز رويس بي أل سي، التي استمرت في ترخيص قسم السيارات. وبالتالي، باعت رولز رويس لشركة فولكس فاجن اسم بنتلي وشعاراتها، وتصميمات المركبات، ولوحات أسماء الطراز، والإنتاج، والمرافق الإدارية، والعلامات التجارية الخاصة بشبكة سبيريت أوف إكستاسي ورولز رويس (التي تم بيعها لاحقاً لشركة بي إم دبليو من قِبل شركة فولكس فاجن) ولكن لم يتضمن ذلك حقوق اسم أو شعار رولز رويس. ومن ثم باعت شركة الطيران رولز رويس موتورز ورولز رويس بي ال سي «كليهما» لشركة بي إم دبليو في النهاية.

## كريكلوود (1919-1931)
قبل الحرب العالمية الأولى، باع والتر أوين بنتلي وشقيقه هوراس ميلنر بنتلي، سيارات دوريوت، فلاندرن & بارانت (رمزDFP) الفرنسية، في مدينة كريكلوود شمال لندن، لكن والتر أوين بنتلي، أراد دائماً تصميم وبناء سياراته الخاصة. في مصنع دوريوت، فلاندرن & بارانت (رمزDFP) في عام 1913، لاحظ وجود ثقالة ورق من الألومنيوم واعتقد أن الألومنيوم قد يكون بديلاً مناسباً للحديد الزهر لتصنيع المكابس الأخف وزناً. تم تركيب أول مكابس من الألمنيوم من بنتلي في محركات سوبويث كاميل الهوائية خلال الحرب العالمية الأولى.
سجل والتر أوين بنتلي شركة بنتلي موتورز المحدودة في أغسطس 1919، وفي أكتوبر عرض هيكل سيارة بمحرك وهمي، في معرض لندن للسيارات، قام الضابط السابق في سلاح الطيران الملكي، كليف جالوب، بتصميم محرك مبتكر رباعي الصمامات لكل أسطوانة للهيكل. بحلول ديسمبر إنتهى بناء المحرك وتشغيله. كان من المقرر تسليم السيارات الأولى في يونيو 1920، لكن التطوير استغرق وقتاً أطول من المتوقع، لذلك تم تمديد التاريخ إلى سبتمبر 1921. حازت متانة سيارات بنتلي الأولى على إشادة واسعة النطاق، وتنافست في تسلق التلال وتسابقت في بروكلاندز.
كان أول حدث رئيسي لشركة بنتلي هو سباق إنديانابوليس 500 ميل لعام 1922 (وهو سباق تهيمن عليه السيارات المتخصصة بهيكل دوزنبيرغ للسباق). دخلوا الطريق بسيارة معدلة يقودها سائق الأشغال والتجربة دوغلاس هوكس، برفقة ميكانيكي ركوب الخيل إتش إس «بيرتي» براوننج. أكمل هوكس 500 ميل (800 كم) كاملة وانتهى في المركز 13 بمتوسط سرعة 74.95 ميلاً في الساعة (120.62 كم / ساعة) بعدما كان قد بدء في المركز التاسع عشر.  ثم أُعيد الفريق إلى إنجلترا للتنافس في كأس RAC السياحي لعام 1922.

### الكابتن وولف بارناتو
في إشارة ساخرة إلى مكانته كملاكم من الوزن الثقيل، أطلق على الكابتن وولف بارناتو لقب «الفاتنة». في عام 1925، حصل على أول سيارة بنتلي 3 لتر. بهذه السيارة فاز بالعديد من سباقات بروكلاندس. بعد عام واحد فقط، استحوذ على أعمال بنتلي نفسها.
كانت مؤسسة بنتلي دائماً تعاني من نقص التمويل، ولكن أُلهمت الأمل من فوز جون داف وفرانك كليمنت في سباق لومان عام 1924، وافق بارناتو على تمويل أعمال بنتلي. قام وولف باراناتو بتأسيس شركة بارومنز المحدودة في عام 1922، والتي كانت موجودة كأداة للتمويل والاستثمار. عبر شركة بارومنز المحدودة، إستثمر بارناتو في البداية ما يزيد عن 100٫000 جنيه إسترليني، مما وفر كيان الشركة والقوى العاملة بها.  
تم تنفيذ إعادة التنظيم المالي لشركة بنتلي الأصلية ودفع لجميع الدائنين الحاليين 75000 جنيه إسترليني. تم تخفيض قيمة الأسهم الحالية من 1 جنيه إسترليني لكل منها إلى شلن واحد فقط، أو 5٪ من قيمتها الأصلية. إمتلك بارناتو 149500 من الأسهم الجديدة مما منحه السيطرة على الشركة وأصبح رئيس مجلس الإدارة. قام بارناتو بضخ المزيد من النقود في الشركة: 35000 جنيه إسترليني مضمونة بسند في يوليو 1927؛ و40000 جنيه إسترليني في عام 1928؛ و25000 جنيه إسترليني في عام 1929. بفضل المدخلات المالية المتجددة، تمكن والتر أوين بنتلي من تصميم جيل آخر من السيارات.

### بنتلي بويز
المقالات الرئيسية: بنتلي بويز وسباقات القطار الأزرق
كان بنتلي بويز مجموعة من عشاق السيارات البريطانيين ومن بينهم بارناتو، السير هنري "تيم" بيركين، ومتسابق الخيول جورج دولر، والطيار جلين كيدستون، وصحفي السيارات سدني شارليز هوغتون "سامي" ديفيس ودودلي بنجافيلد.  فضل بنتلي بويز سيارات بنتلي. كان العديد منهم أثرياء بشكل مستقل وكان للعديد منهم خلفية عسكرية. لقد حافظوا على شهرة العلامة في الأداء العالي؛ اشتهرت بنتلي بأربعة انتصارات متتالية في سباق لومان 24 ساعة من عام 1927 إلى عام 1930.
طور بيركين سيارة بنتلي بلَوَر ذات الوزن الخفيف سعة ½4 لتر في ويلوين جاردن سيتي في عام 1929 وأنتج خمسة عروض خاصة للسباق، بدءاً من بنتلي بلور رقم 1 الذي تم تحسينها لحلبة سباق بروكلاندس. ألغى بيركين حكم بنتلي وطرح النموذج في السوق قبل تطويره بالكامل. نتيجة لذلك، كان غير موثوق بها.
خلال سباقات (القطار الأزرق) في مارس 1930، رفع بارناتو المخاطر على روفر و روفر لايت 6، بعد أن تسابق وفاز على لي ترين بلو لأول مرة، ليحقق هذا الرقم القياسي من خلال سيارته بنتلي سبيد 6 بسعة ½6 لترات بسعر 100 جنيه إسترليني. قاد سيارته عكس القطار من كانس إلى كالايس، ثم عبر إلى دوفر، وأخيراً إلى لندن، سافر على الطرق السريعة العامة، وفاز.
قاد بارناتو سيارته الصالون الرسمية إتش جي مولينير في السباق ضد القطار الأزرق. بعد شهرين، في 21 مايو 1930، تسلم سبيد 6 مع «كوبيه رياضية» الإنسيابية من فاست باك، بواسطة جورني نوتنج. عُرفت كلتا السيارتين باسم «بلو ترين بنتلي» فيما بعد؛ يُعتقد أن هذا الاسم  الأخير (أو يُشار إليه خطأًً) على أنه السيارة التي تسابقت في القطار الأزرق، بينما في الواقع أطلق عليها بارناتو هذا الاسم ذكرى عرقه وإنجازاته. تصور لوحة لتيرينس كونيو سباق جورني نوتنغ كوبيه على طول طريق موازٍ للقطار الأزرق، وهو السيناريو الذي لم يحدث أبداً لأن الطريق والسكك الحديدية لم تتبع نفس الطريق.

### كريكلوود بنتلي
الموديلات
1921-1929 3 لتر
1926-1930 ½4 لتر و«بلاور بنتلي»
1926-1930 لتر
1928-1930 ½6 لتر سبيد 6
1930-1931 8 لتر
1931 4 لتر
كان الطراز الأصلي هو ثلاثة لترات، ولكن مع قيام العملاء بوضع أجسام أثقل على الهيكل، اتبع نموذج أكبر سعة 4 لتر. ولعل النموذج الأكثر شهرة في تلك الفترة هو بنتلي بلور بسعة ½4 لتر، مع شاحنها الفائق المميز الذي يبرز للأمام من أسفل الشبكة. هش بشكل غير معهود بالنسبة لسيارة بنتلي، لم يكن حصان العمل الذي تبلغ سعته ½6 لترات هو العمود الفقري للسباقات، على الرغم من أنه في عام 1930 احتل «بيركين» المركز الثاني بشكل ملحوظ في سباق الجائزة الكبرى الفرنسي في باو في نسخة سباق مجردة من بنتلي بلور، خلف فيليب إتانسلين في سيارة من نوع بوجاتي 35.
اشتهر الطراز سعة ½4 لتر في وقت لاحق في وسائل الإعلام الشعبية باعتباره الوسيلة المفضلة لجيمس بوند في الروايات الأصلية، لكن هذا لم يظهر إلا لفترة وجيزة في أفلامه. جون ستيد في المسلسل التلفزيوني المنتقمون، قاد أيضاً سيارة بنتلي. حقق المحرك الجديد سعة ثمانية لترات نجاحاً كبيراً لدرجة أنه عندما بدا أن أموال بارناتو نفدت في عام 1931 وكان نابير يخطط لشراء أعمال بنتلي، اشترت رولز رويس شركة بنتلي موتورز لمنعها من التنافس مع أغلى طراز لها، "فانتوم 2″.

### الأداء في لومان
24 ساعة من سباق الجائزة الكبرى لومان للقدرة
1923 الرابع (دخول خاص) (3 لتر)
1924 الأول (3 لتر)
1925 لم ينتهِ
1926 لم ينتهِ
1927 الأول، الخامس عشر، السابع عشر، (3 لتر)
1928 الخامس، الأول، (½4 لتر)
1929 الأول (سبيد 6)؛ الثاني، الثالث، الرابع، (½4 لترات)
1930 الأول، الثاني، (سبيد 6)
انسحبت شركة بنتلي من سباقات السيارات بعد فوزها في لومان عام 1930، مدعيةً أنها تعلمت ما يكفي عن السرعة والموثوقية.

### تصفية
أدى انهيار وول ستريت عام 1929 والكساد الكبير الناتج عن ذلك إلى تقليص الطلب على سيارات بنتلي الباهظة الثمن. في يوليو 1931، كان من المقرر سداد دفعتين من أقساط الرهن العقاري ولم تتمكن الشركة ولا الكفيل بارناتو من الوفاء بهما. في 10 يوليو 1931 تم إقرار قضائي بالإستحواذ عليها.
عرضت شركة نابير شراء بنتلي مع الشراء النهائي في نوفمبر 1931. وبدلاً من ذلك، قدم «الصندوق الاستئماني البريطاني المركزي» الفائز بالعرض مختوماً بقيمة 125000 جنيه إسترليني. أُثبت مؤسسة الصندوق البريطاني المركزي لاحقاً أنها هي من قدمت العرض لشركة رولز رويس المحدودة، وحتى بنتلي نفسه لم يعرف هوية المشتري حتى إتمام الصفقة. تلقى بارناتو 42000 جنيه إسترليني مقابل أسهمه في بنتلي موتورز. في عام 1934 حيص عُين فيما بعد في مجلس إدارة شركة بنتلي موتورز الجديدة (1931) المحدودة. وفي نفس العام أكدت بنتلي أنها ستستمر في السباق.

## رولز رويس (1931–1970)

### دربي
استحوذت رولز رويس على أصول بنتلي موتورز (1919) المحدودة وشكلت الشركة الفرعية بنتلي موتورز (1931) المحدودة. واستحوذت رولز رويس على صالات عرض بنتلي في شارع كورك ومحطة الخدمة في كينغسبيرغ والمجمع التجاري في كريكلوود وكامل خدمات بنتلي نفسه.
واعترض نابير على هذا الإجراء الأخير (الإستحواذ) في المحكمة ولكن دون جدوى. من البدلية أهملت بنتلي تسجيل علامتها التجارية، لذا قامت رولز رويس بذلك على الفور. قاموا أيضاً ببيع مصنع كريكلوود في عام 1932. توقف الإنتاج لمدة عامين، قبل استئناف أعمال رولز رويس في ديربي. والتر أوين بنتلي كان غير راضٍ عن دوره في  رولز رويس، عندما انتهى عقده في نهاية أبريل 1935، غادر والتر أوين بنتلي، للانضمام إلى لاغوندا.
عندما ظهرت سيارة بنتلي ½3 لتر الجديدة في عام 1933، كانت نسخة رياضية من رولز رويس 20/25، الأمر الذي خيب آمال بعض العملاء التقليديين، إلا أنه تم استقباله جيداً من قبل العديد من الآخرين. تم أُبلاغ عن والتر أوين بنتلي قوله: «مع الأخذ في الاعتبار كل الأشياء، أُفضل امتلاك بنتلي هذه أكثر من أي سيارة أخرى منتجة بهذا الاسم». أطلقت إعلانات رولز رويس على 1⁄2 3 لتر اسمها «السيارة الرياضية الصامتة» وهو شعار استمر استخدامه رولز-رويس لسيارات بنتلي حتى الخمسينيات من القرن الماضي.
جميع سيارات بنتلي التي تم إنتاجها من عام 1931 إلى عام 2004 استخدمت شاسيه رولز رويس الموروث أو المشترك، ومحركات رولز رويس المعدلة، ووصفها النقاد بأنها شارة تصميم سيارات رولز رويس.

### ديربي بنتليز
- 1933-1937 ½3 لتر

○ 1936-1939 ½4 لتر
- 1939-1941 مارك ڤ

○ 1939 مارك ڤ

### مصنع كرو
استعداداً للحرب، بحثت شركة رولز رويس والحكومة البريطانية عن موقع لمصنع الظل لضمان إنتاج محركات الطائرات. أُختيرمصنع كرو، مع طرقها الممتازة وخطوط السكك الحديدية، فضلاً عن كونها تقع في الشمال الغربي بعيداً عن القصف الجوي الذي بدأ في قارة أوروبا، كان خياراً منطقياً. كان لدى كرو أيضاً أرض زراعية مفتوحة واسعة. بدأ بناء المصنع على مساحة 60 فداناً في حقول البطاطس في مزرعة ميريل في يوليو 1938، مع خروج أول محرك هوائي من رولز رويس ميرلين من خط الإنتاج بعد خمسة أشهر. أُنتج 25000 محرك من محركات ميرلين وفي ذروته، في عام 1943 أثناء الحرب العالمية الثانية، كان المصنع يستخدم 10000 شخص. مع انتهاء الحرب في أوروبا والتحرك العام نحو المحركات النفاثة الجديدة آنذاك، ركزت رولز رويس عمليات محركها الهوائي في ديربي ونقلت عمليات السيارات إلى كرو.

### صالونات استانلس ستيل
حتى فترة ما بعد الحرب العالمية الثانية، لم تقدم معظم شركات تصنيع السيارات الراقية مثل بنتلي ورولز رويس سيارات كاملة. قاموا ببيع هيكل متدحرج، شبه كامل من لوحة العدادات إلى الأمام. تم تسليم كل هيكل إلى صانع الحافلات الذي يختاره المشتري. كان لدى أكبر وكلاء السيارات المتخصصين صانعو سيارات يصممون تصميمات قياسية لهم والتي كانت مخزنة في انتظار المشترين المحتملين.
لتلبية الطلب في فترة ما بعد الحرب، لا سيما ضغوط حكومة المملكة المتحدة للتصدير وكسب العملات الأجنبية، طورت رولز رويس المحدودة هيكلاً فولاذياً بالكامل باستخدام الضغوط التي صنعتها (هيكل صلب مضغوط) لإنشاء سيارة صالون كاملة قياسية جاهزة للقيادة. كان أول طراز مصنوع من الفولاذ هو بنتلي مارك السادسة، وقد بدأ هذا النموذج في الظهور من مصنع كرو المعاد تشكيله حديثاً في أوائل عام 1946. بعد بضع سنوات، في البداية فقط للتصدير، قُدمت رولز رويس سيلفر داون وهي سيارة بنتلي قياسية من الصلب ولكن مع شبكة مُبرد مقابل تكلفة إضافية صغيرة، واستمرت هذه الاتفاقية. ظل الهيكل متاحاً لبُناة السيارات حتى نهاية إنتاج بنتلي إس 3، والتي تم استبدالها في أكتوبر 1965 بهيكل أحادي الهيكل من سلسلة تي (T).

### بنتلي كونتيننتال
كانت سيارة كونتيننتال فاست باك كوبيه تستهدف سوق المملكة المتحدة، ومعظم السيارات، 164 بالإضافة إلى نموذج أولي، وهو محرك اليد اليمنى. تم إنتاج الهيكل في مصنع كرو وتقاسم العديد من المكونات مع النوع القياسي آر. بخلاف الصالون الفولاذي القياسي من النوع آر، تم تسليم آر تيب كونتيننتال كشصي متدحرج إلى صانع المركبات المفضل. تم الانتهاء من الأعمال والترتيب لمعظم هذه السيارات من قبل إتش جي مولينر الذين قاموا ببنائها بشكل أساسي في شكل كوبيه فاست باك. جاءت أعمال النقل الأخرى من بارك وارد (لندن) الذي صمم ال6، بما في ذلك نسخة كوبيه درووفيد. فراناي (باريس) بنى خمسة، جرابر ويشتراتش (سويسرا) بنى ثلاثة، واحد منهم غيره لاحقاً من قبل كونغ بازل (سويسرا) وصنع بينينفارينا واحداً. قام جيمس يونغ (لندن) ببناء صالون رياضي في عام 1954 لمالك جيمس يونغ، جيمس باركلي.
في وقت مبكر آر تيب كونتيننتال كان له نفس المحرك مثل آر تيب القياسي، ولكن مع كربوهيدرات معدلة ومشعبات العادم والحث جنباً إلى جنب مع نِسب تروس أعلى. بعد يوليو 1954، تم تزويد السيارة بمحرك، ولديها الآن تجويف أكبر يبلغ 94.62 ملم (3.7 بوصة) بإزاحة كُلية تبلغ 4887 سم مكعب (4.9 لتر، 298.2 متر مكعب). كما تم رفع نسبة الضغط إلى 7.25: 1.

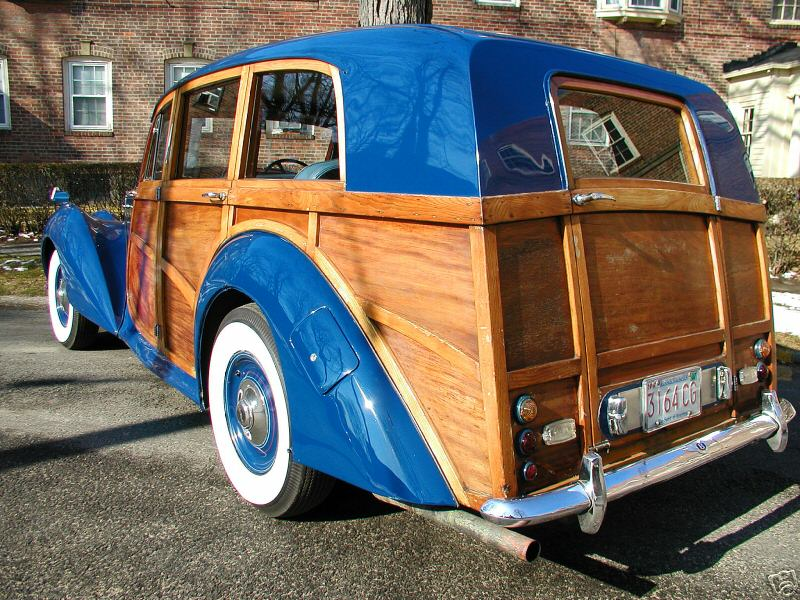
بنتلي مارك الفئة السادسة (1950)

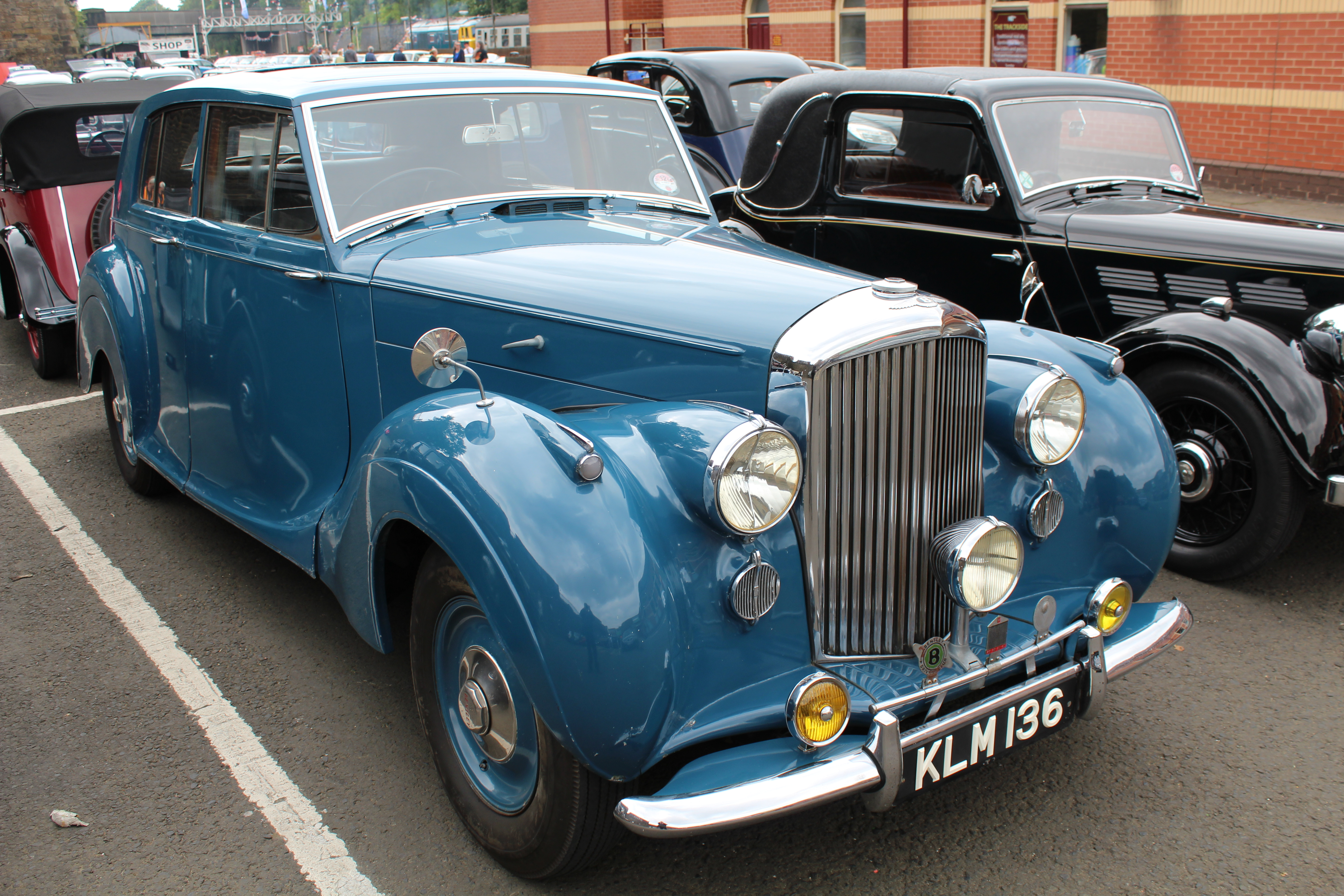
بنتلي آر (1954)

### كرو رولز رويس بنتلي

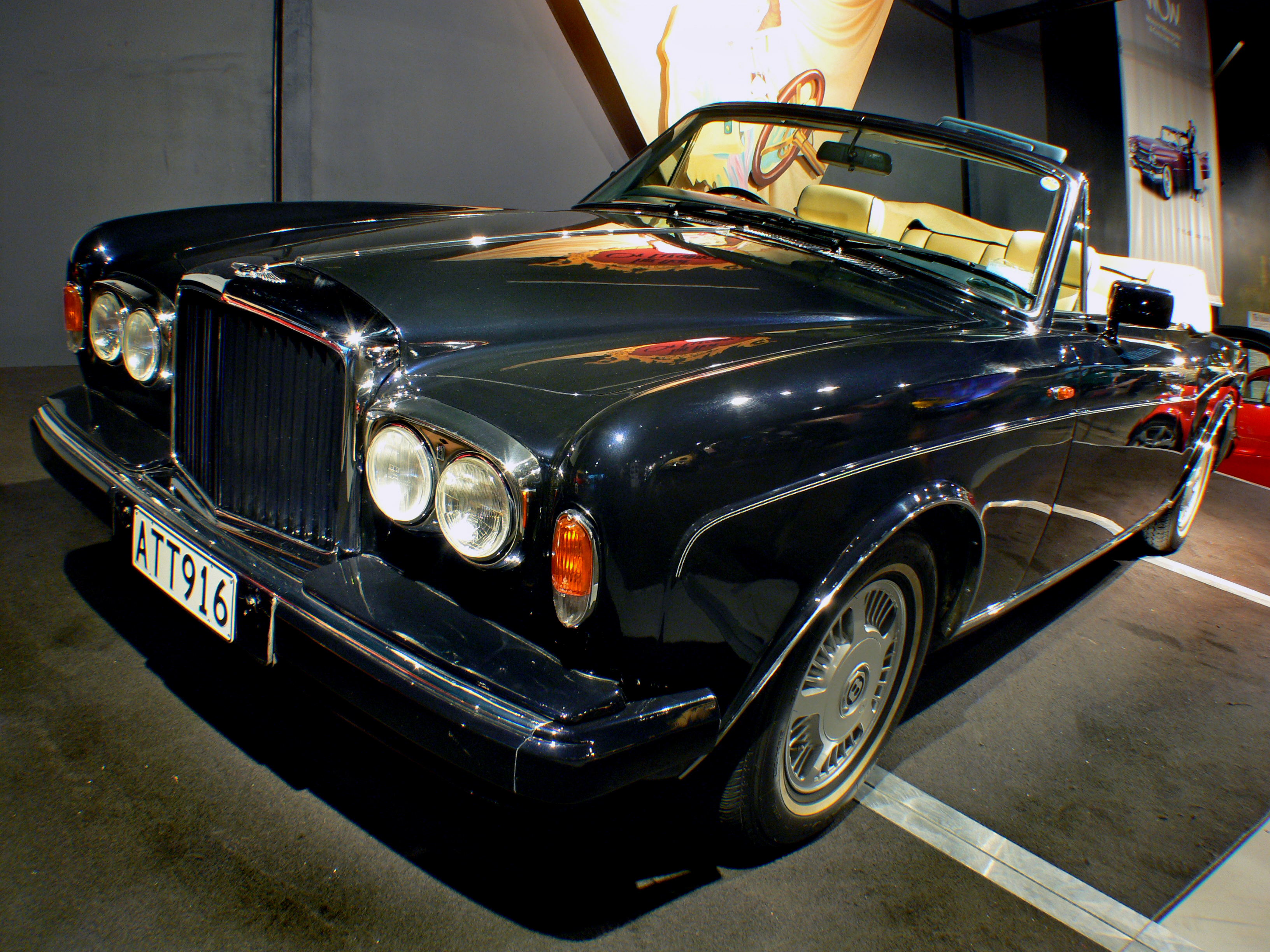
بنتلي كونتيننتال 6.75 لتر (1990)

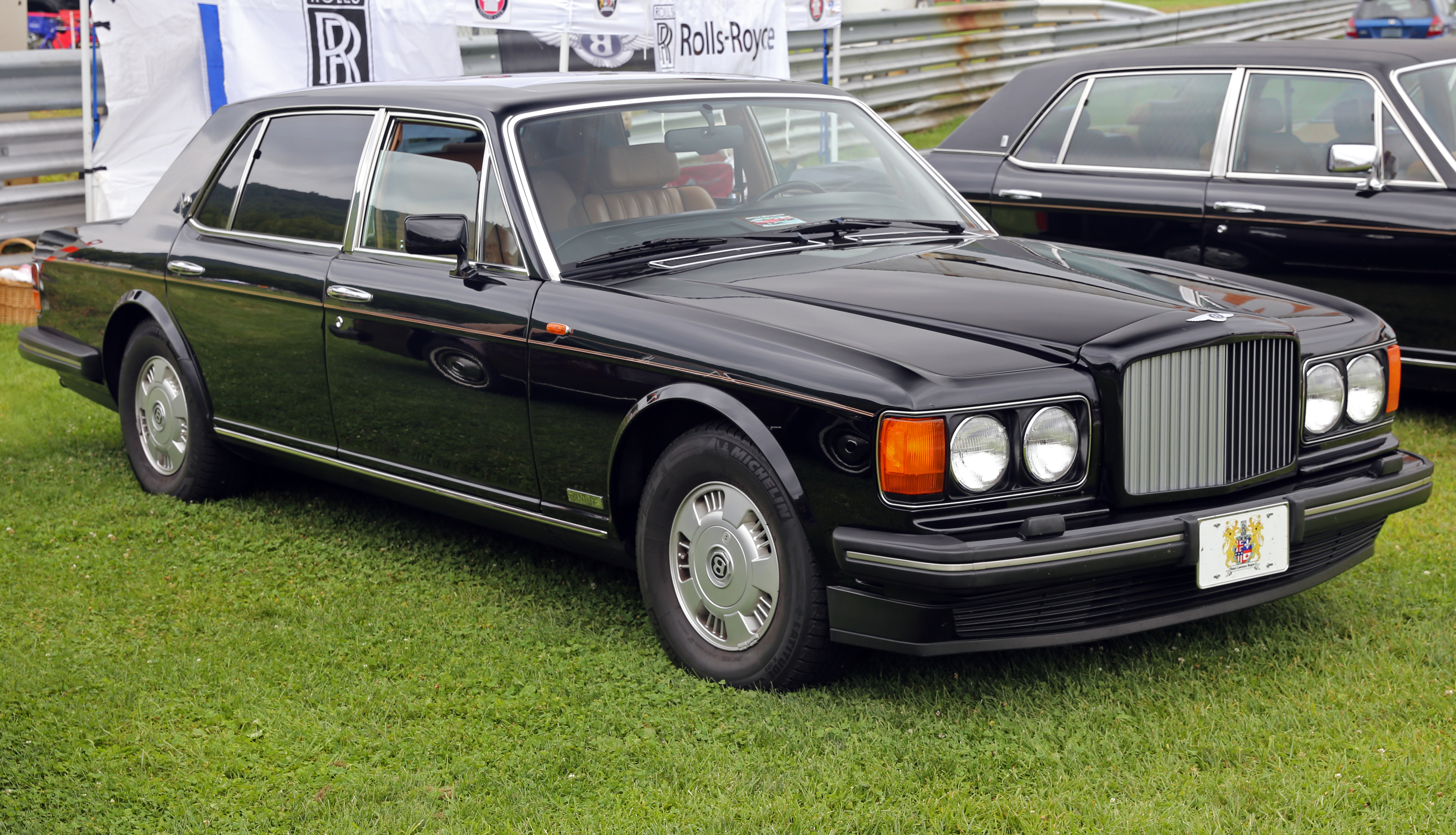
بنتلي بروكلاندس (LWB (1995

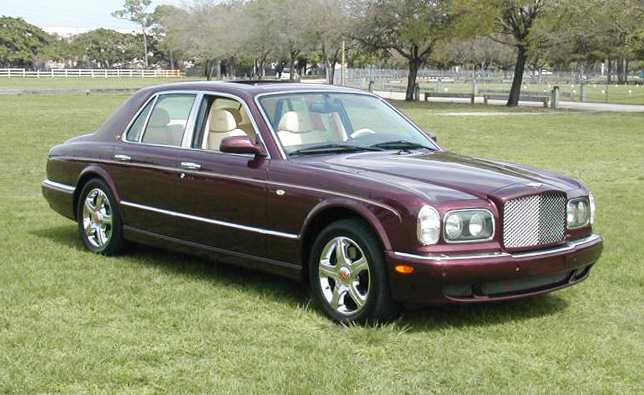
بنتلي أرانج تي (1998)

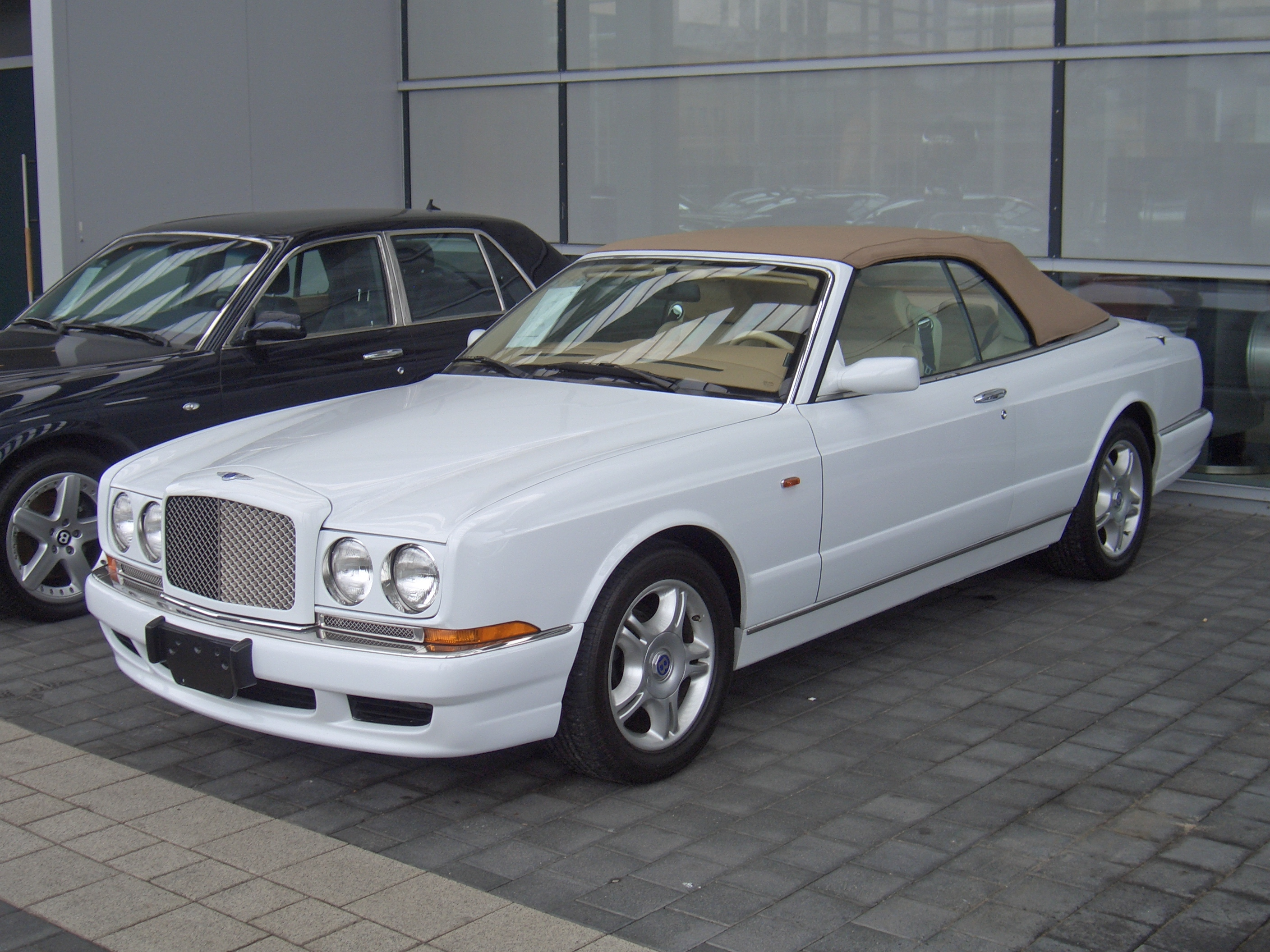
بنتلي كونتيننتال آر أزورا (1995-2003)

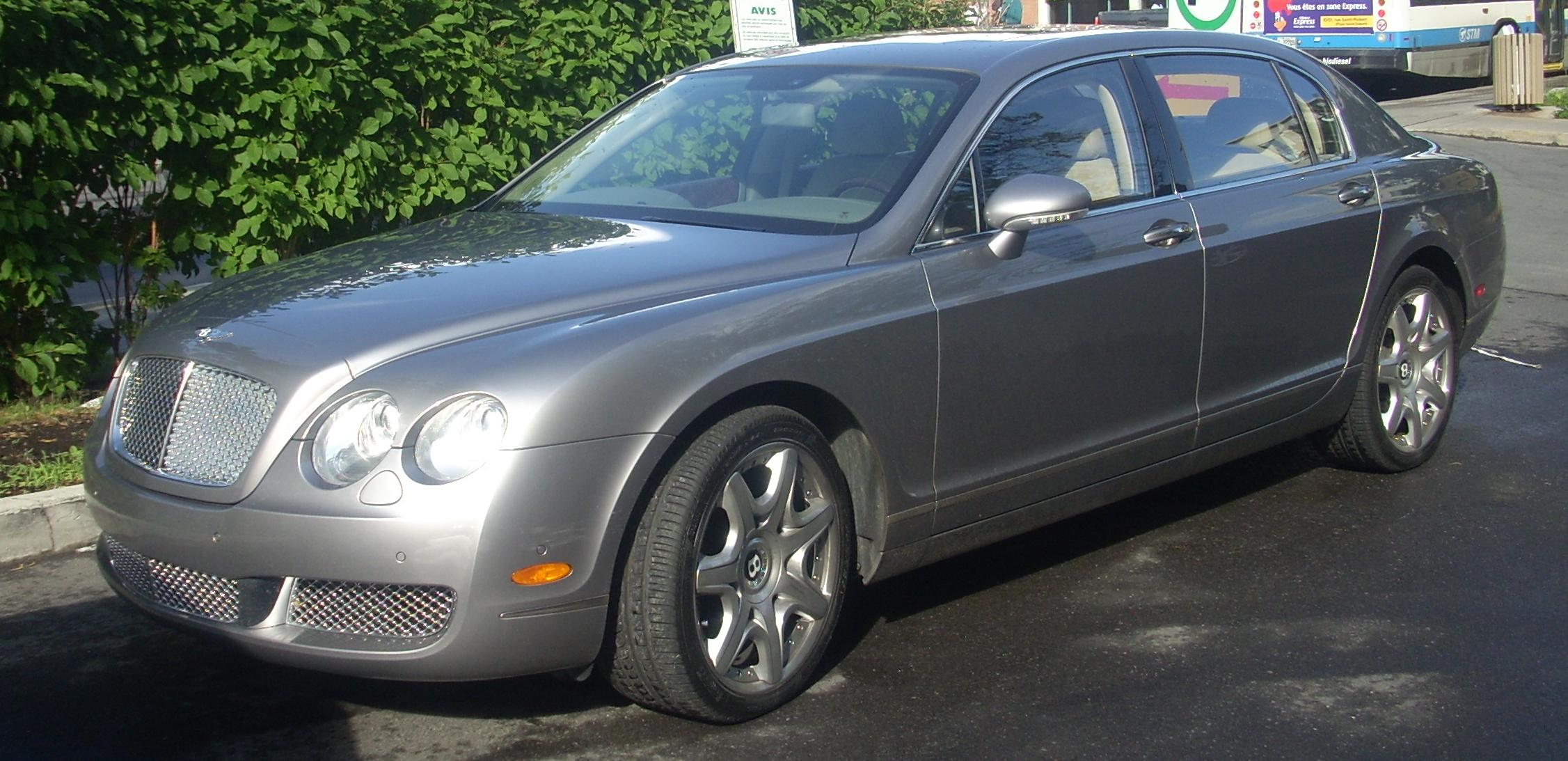
بنتلي كونتيننتال فلاينغ سبور (2006)

صالون ستاندرد ستيل
○ 1946-1952 مارك 6
○ 1952-1955 نوع آر
كونتيننتال
○ 1952-1955 نوع آر كونتيننتال
سلسلة إس
○ 1955-1959 إس 1 وكونتيننتال
○ 1959-1962 إس 2 وكونتيننتال
○ 1962-1965 إس 3 وكونتيننتال
سلسلة تي
○ 1965-1977 تي 1
○ 1977-1980 تي 2
○ 1971-1984 كورنيش
○ 1975-1986 كامارغ

## ڤ‍يكرز (1970-1998)
تسببت مشاكل مالك بنتلي مع تطوير محرك رولز-رويس في تطوير محرك الطائرات، RB211، في الانهيار المالي لأعمالها في عام 1970.
تم تحويل قسم السيارات إلى شركة منفصلة، وهي شركة رولز رويس موتورز، والتي ظلت مستقلة حتى اشترتها شركة ڤ‍يكرز بي أل سي في أغسطس 1980. وبحلول السبعينيات وأوائل الثمانينيات، انخفضت مبيعات بنتلي بشدة؛ في مرحلة ما، حمل أقل من 5٪ من الإنتاج المجمع شارة بنتلي. تحت قيادة شركة ڤ‍يكرز، شرعت بنتلي في استعادة تراثها العالي الأداء، المتمثل في مولسان 1980.  
خلقت صورة بنتلي الرياضية المستعادة اهتماماً متجدداً بالإسم وبدأت مبيعات بنتلي في الارتفاع مع ارتفاع نسبة الإنتاج. بحلول عام 1986، وصلت نسبة بنتلي رولز رويس إلى 40 من 60؛ بحلول عام 1991 حققت التكافؤ المطلوب.

### كرو ڤ‍يكرز بنتليز
- 1984-1995 كونتيننتال: قابلة للتحويل

○ 1992-1995 كونتيننتال توربو
- 1980-1992 بنتلي مولسان

○ 1984-1988 مولسان إل: ليموزين
○ 1982-1985 مولسان توربو
○ 1987-1992 مولسان إس
- 1984-1992 الثامن: النموذج الأساسي
- 1985-1995 آر تيربو: إصدار أداء شاحن توربيني
- 1991-2002 كونتيننتال آر: طراز ببابين بشاحن توربيني

○ 1994-1995 كونتيننتال إس: مبرد
○ 1996-2002 كونتيننتال تي
○ 1999-2003 كونتيننتال آر مولينر: نموذج الأداء
- 1992-1998 بروكلاندز: تحسين الثامن

○ 1996-1998 بروكلاندس آر بيرفورمانس بروكلاندس
- 1994-1995 تيربو إس: طراز رياضي محدود الإصدار
- 1994-1995 كونتيننتال إس: لطلب نسخة فقط من كونتيننتال آر مع ميزات توربو إس المدمجة
- 1995-1997 تيربو آر الجديدة: تم تحديث 96MY تيربو آر مع مصدات معدلة وزجاج باب أمامي واحد ومرايا أبواب جديدة وصندوق احتياطي وغطاء محرك وتصميم جديد للمقعد ومصابيح سيارات ومساحات آلية وما إلى ذلك.
- 1995-2003 أزور: كونتيننتال آر
- 1996-2002 كونتيننتال تي: نموذج أداء ذو قاعدة عجلات قصيرة
- 1997-1998 تيربو آر إل: «جديد» تيربو آر (قاعدة العجلات الطويلة)
- 1997-1998 بنتلي توربو آر تي: استبدال ب توربو آر إل

○ 1997-1998 مولينر آر تي RT Mulliner: نموذج أداء حصري للغاية

## فولكس فاجن (1998 إلى الوقت الحاضر)
في أكتوبر 1997، أعلنت فيكرز أنها قررت بيع رولز رويس موتورز.  وبدى أن شركة بي إم دبليو كانت مشتري منطقي لأن بي إم دبليو زودت بالفعل محركات ومكونات أخرى لسيارات بنتلي ورولز رويس، بسبب جهود بي إم دبليو وفيكرز المشتركة في بناء محركات الطائرات.
قدمت بي إم دبليو عرضاً أخيراً بقيمة 340 مليون جنيه إسترليني، لكن شركة فولكس فاجن رفعت العرض عليها بقيمة 430 مليون جنيه إسترليني. استحوذت شركة فولكس واجن إي جي على تصميمات السيارة، ولوحات أسماء الطرازات، والإنتاج والتسهيلات الإدارية، والعلامات التجارية الخاصة بشبكة سبيريت أوف إكستاسي وشكل شبكة رولز رويس، ولكن ليس حقوق استخدام اسم أو شعار رولز رويس المملوك لشركة رولز رويس القابضة بي إل سي.
في عام 1998، بدأت بي إم دبليو في توفير مكونات للمجموعة الجديدة من سيارات رولز رويس وبنتلي، لا سيما محركات V8 لمحركات بنتلي أرناج و محركات V12 لمحركات رولز رويس سيلفر سيرف، ومع ذلك، سمح عقد التوريد لشركة بي إم دبليو بإنهاء صفقة التوريد الخاصة بها مع رولز رويس، مع إشعار مدته 12 شهراً، والذي لن يكون وقتاً كافياً لفولكس واجن لإعادة هندسة السيارات.
دفعت بي إم دبليو لشركة رولز رويس بي ال سي 40 مليون جنيه إسترليني لترخيص اسم وشعار رولز رويس. بعد مفاوضات، اتفقت بي إم دبليو وفولكس فاجن إي جي على أنه من 1998 إلى 2002، ستستمر بي إم دبليو في توفير المحركات والمكونات وبالمقابل ستسمح لشركة فولكس فاجن بالاستخدام المؤقت لاسم وشعار رولز رويس. إنتهى توريد محركات بي إم دبليو بالكامل في عام 2003 مع نهاية إنتاج رولز رويس سيلفر سيرف.
إعتباراً من 1 يناير 2003 وصاعداً، ستكون شركة فولكس فاجن إي جي المزود الوحيد للسيارات التي تحمل علامة «بنتلي». أنشأت بي إم دبليو كياناً قانونياً جديداً (رولز رويس موتور كارز ليمتد) وأنشأت مقراً إدارياً جديداً ومنشأة إنتاج للمركبات التي تحمل علامة رولز رويس في جودوود، وست ساسكس إنجلترا.

### الاستثمار وتطوير الشركة
بعد الاستحواذ على الشركة، أنفقت فولكس فاجن 500 مليون جنيه إسترليني (حوالي 845 مليون دولار أمريكي) لتحديث مصنع كرو وزيادة الطاقة الإنتاجية. إعتباراً من أوائل عام 2010، كان هناك حوالي 3500 عامل في مصنع كرو، مقارنة بحوالي 1500 في عام 1998 قبل أن تستلمها فولكس فاجن. أُفيد أن فولكس فاجن استثمرت ما يقرب من 2 مليار دولار أمريكي في بنتلي لإحيائها. نتيجة لتحديث المرافق في كرو (منشأة للتجميع النهائي للسيارات) يصل هيكل السيارة الآن، مطلي بالكامل في منشأة كرو للتجميع النهائي، مع الأجزاء القادمة من ألمانيا - وبالمثل يتم طلاء أغلفة جسم رولز رويس وشحنها إلى المملكة المتحدة للتجميع فقط.
كان الطلب كبيراً لدرجة أن المصنع في كرو لم يكن قادراً على تلبية الطلبات على الرغم من القدرة الإنتاجية لما يقرب من 9500 مركبة سنوياً؛ كانت هناك قائمة انتظار لأكثر من عام لتسليم السيارات الجديدة. ونتيجة لذلك، تم تخصيص جزء من إنتاج سيارة فلينغ سبور الجديدة (وهي نسخة بأربعة أبواب من كونتيننتال جي تي) إلى مصنع ترانسبيرن في (ألمانيا)، حيث تم هناك أيضاً تجميع سيارة فولكس فاجن فايتون الفاخرة. توقف هذا الترتيب في نهاية عام 2006 بعد حوالي 1000 سيارة، مع عودة جميع إنتاج السيارات إلى مصنع كرو.
قدمت بنتلي للملكة إليزابيث الثانية سيارة ليموزين رسمية في عام 2002 للاحتفال بيوبيلها الذهبي. انتهى إنتاج بنتلي أزور ذات البابين القابلة للتحويل في عام 2003. واستبدلت بسيارة كوبيه فاخرة كبيرة مدعومة بمحرك W12 بني في مصنع كرو واسمها بنتلي كونتيننتال جي تي.
تم التأكيد في أبريل 2005 على أن سيارة أزور القابلة للتحويل بأربعة مقاعد والمشتقة من نموذج أرناج دروبهيد كوبيه ستبدأ في مصنع كرو في عام 2006. وبحلول خريف 2005، تم تقديم نسخة قابلة للتحويل من كونتيننتال جي تي الناجحة، كونتيننتال جي تي سي أُطلقت في خريف 2005. وتم إطلاق هذين النموذجين في أواخر عام 2006.
كما تم الإعلان عن نسخة محدودة من سيارة زاجاتو جي تي المعدلة في مارس 2008، وأطلق عليها اسم زاجاتو جي تي بإختصار "GTZ".
تم تقديم نسخة جديدة من بنتلي كونتيننتال في معرض جنيف للسيارات 2009 (كونتيننتال سوبرسبورتس). أصبحت بنتلي الجديدة سيارة خارقة تجمع بين القوة القصوى وتقنية الوقود المرن الصديق للبيئة، وهي قادرة على استخدام البنزين والوقود الحيوي (E85 الإيثانول).
استمرت مبيعات بنتلي في الزيادة، وفي عام 2005 تم بيع 8627 سيارة في جميع أنحاء العالم، و3654 سيارة في الولايات المتحدة. في عام 2007، تم كسر عتبة 10000 سيارة في السنة لأول مرة بمبيعات بلغت 10014 سيارة. (بالنسبة لعام 2007، تم الإعلان أيضاً عن أرباح قياسية قدرها 155 مليون يورو). أفادت شركة بنتلي عن بيع حوالي 7600 وحدة في عام 2008. ومع ذلك، تراجعت مبيعاتها العالمية بنسبة 50 في المائة لتصل إلى 4616 سيارة في عام 2009 (مع انخفاض عمليات التسليم في الولايات المتحدة بنسبة 49 في المائة لتصل إلى 1433 مركبة) وتكبدت خسارة تشغيلية قدرها 194 مليون يورو، مقارنة بأرباح تشغيلية قدرها 10 ملايين يورو في عام 2008.
نتيجة لانخفاض المبيعات، تم إغلاق الإنتاج في كرو خلال شهري مارس وأبريل 2009. على الرغم من زيادة مبيعات السيارات بنسبة 11٪ لتصل إلى 5,117 في عام 2010، فقد نمت الخسائر التشغيلية بنسبة 26٪ لتصل إلى 245 مليون يورو. في خريف 2010، نظم العمال في كرو سلسلة من الاحتجاجات على اقتراح العمل الإجباري في أيام الجمعة والعمل الإضافي الإلزامي خلال الأسبوع.
إرتفعت مبيعات السيارات في عام 2011 بنسبة 37٪ لتصل إلى 7003 سيارة، مع كون كونتيننتال جي تي الجديدة تمثل أكثر من ثلث إجمالي المبيعات. القوة العاملة الحالية حوالي 4000 شخص.
حققت الشركة ربحاً في عام 2011 بعد عامين من الخسائر نتيجة لنتائج المبيعات التالية. في 23 مارس 2020، أعلنت شركة بنتلي عن وقف الإنتاج بسبب جائحة COVID-19. في يونيو 2020، أعلنت بنتلي أنها ستلغي حوالي 1000 (ربع 4200) فرصة عمل في المملكة المتحدة نتيجة لوباء COVID-19. في 3 نوفمبر 2020، أعلنت شركة بنتلي أن جميع السيارات الجديدة المباعة ستكون كهربائية بحلول عام 2030. ويأتي هذا الإعلان أيضاً بعد أن أعلن رئيس وزراء المملكة المتحدة بوريس جونسون في فبراير 2020، أنه وافق على تشريع يحظر مركبات احتراق الوقود (بما في ذلك الهجين) والتخلص التدريجي منها من المملكة المتحدة بحلول عام 2030 أو 2032.

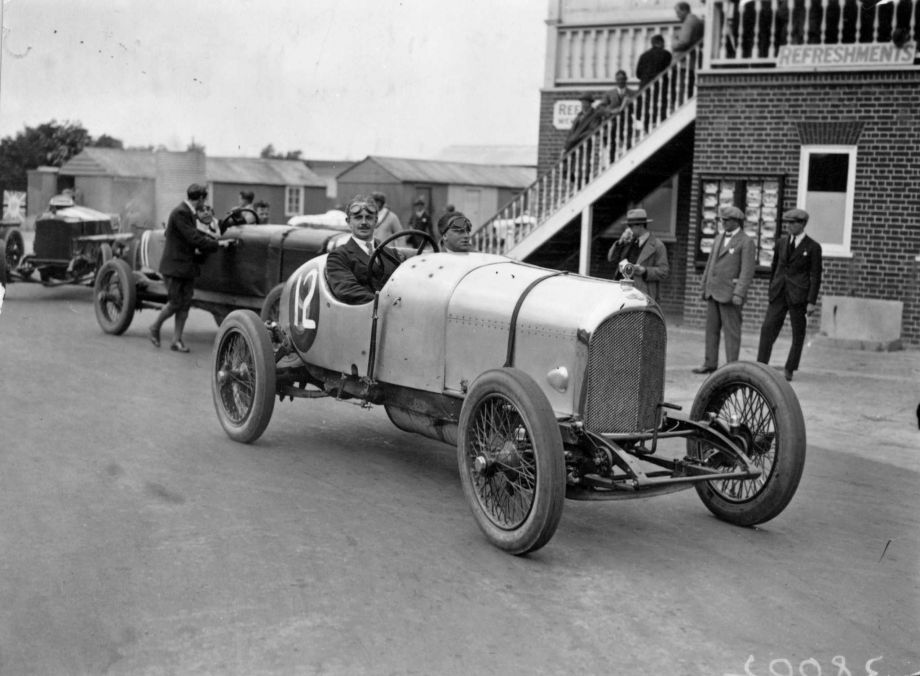
والتر أوين بنتلي في سيارة بنتلي بروكلاندس في عام (1922)

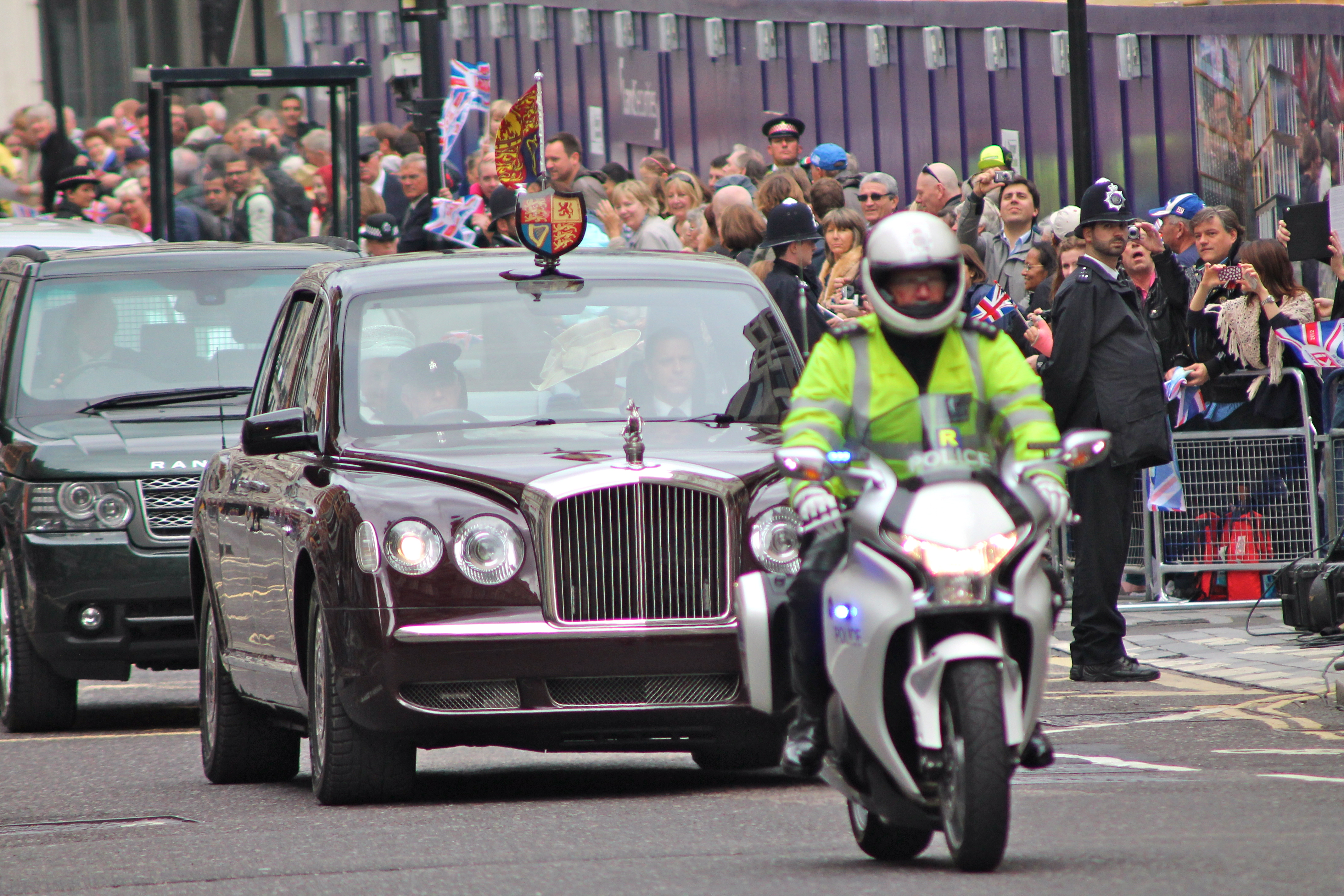
بنتلي السيارة الهدية المُقدمة إلى الملكة إليزابيث بمناسبة إحتفالها باليوبيل الذهبي عام 2002 (أثناء تجوالها في لندن)

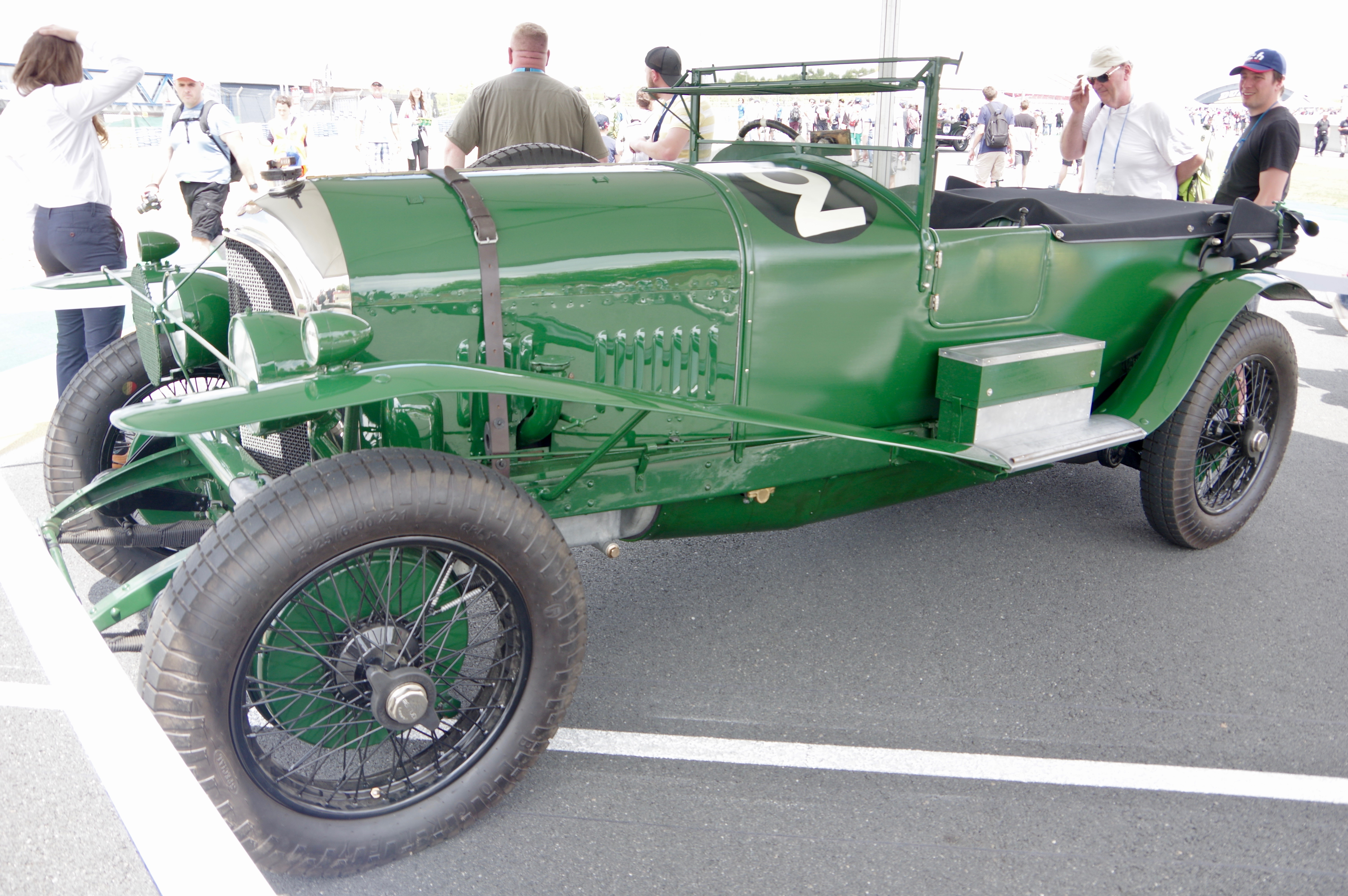
بنتلي لي مانز 3 لتر (1927) والذي فاز فيها بعدة سباقات

### التسليم، الأرباح، والموظفين

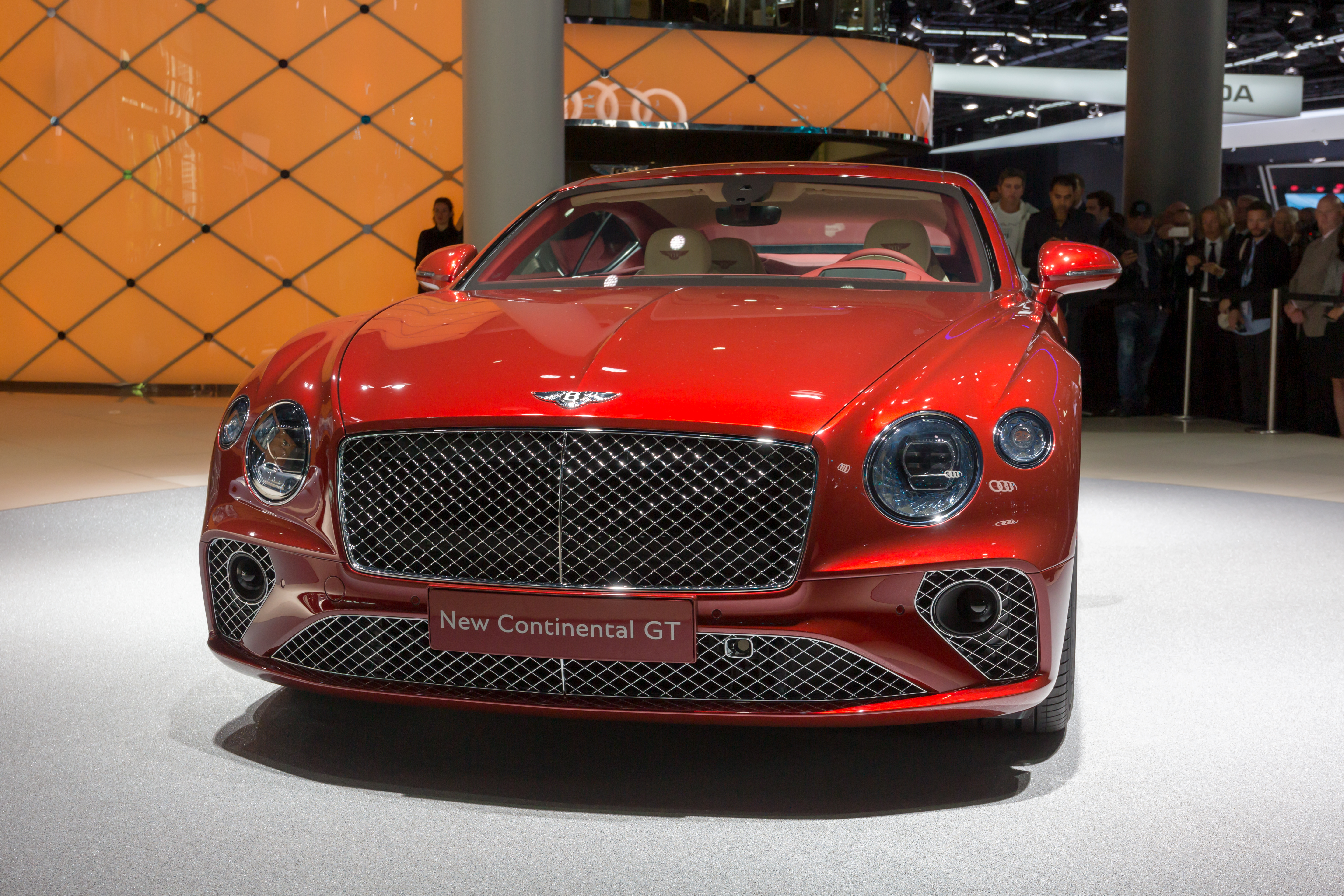
بنتلي كونتيننتال جي تي (2017)

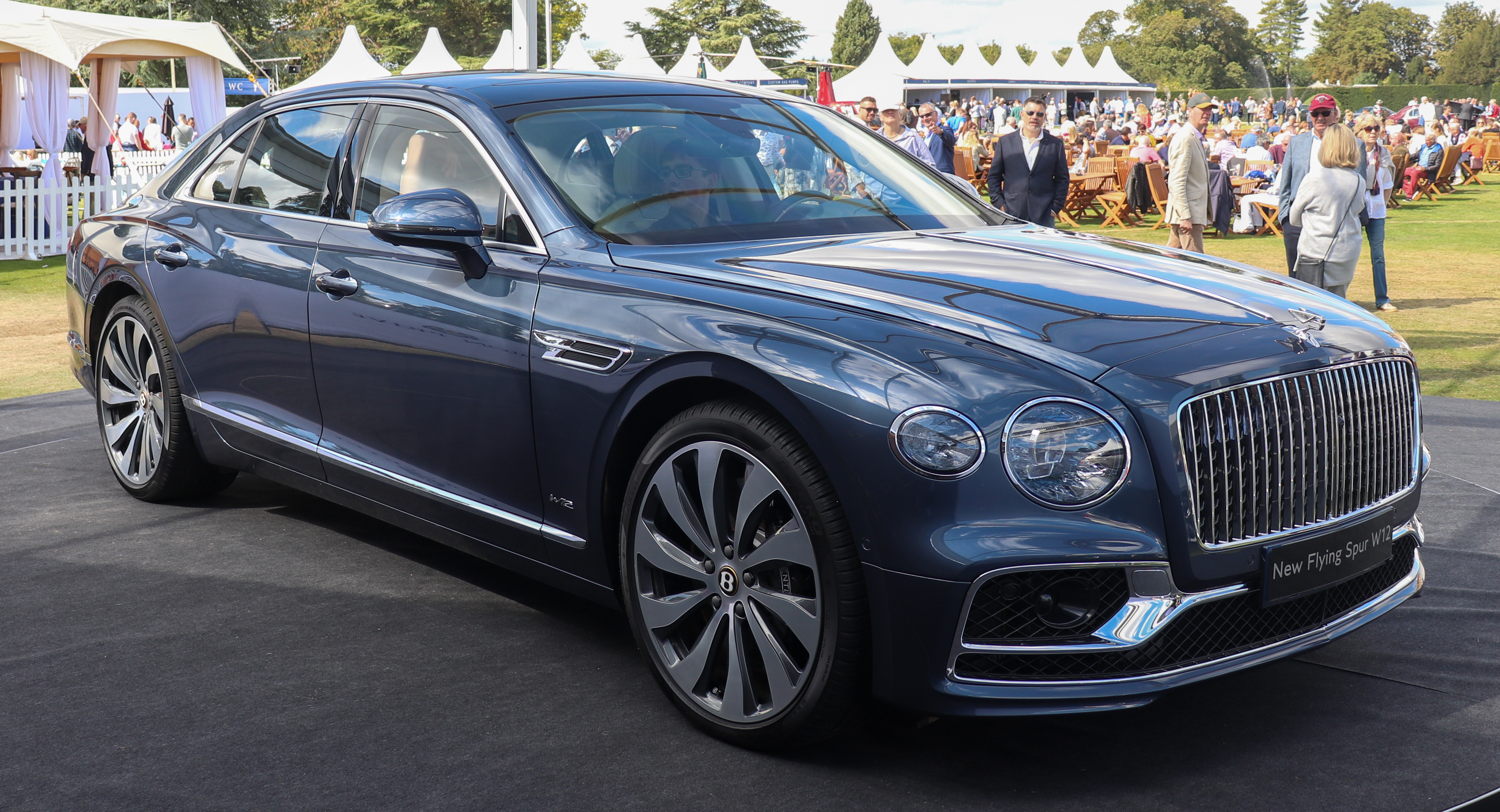
بنتلي فلاينغ سبور (W12 (2019

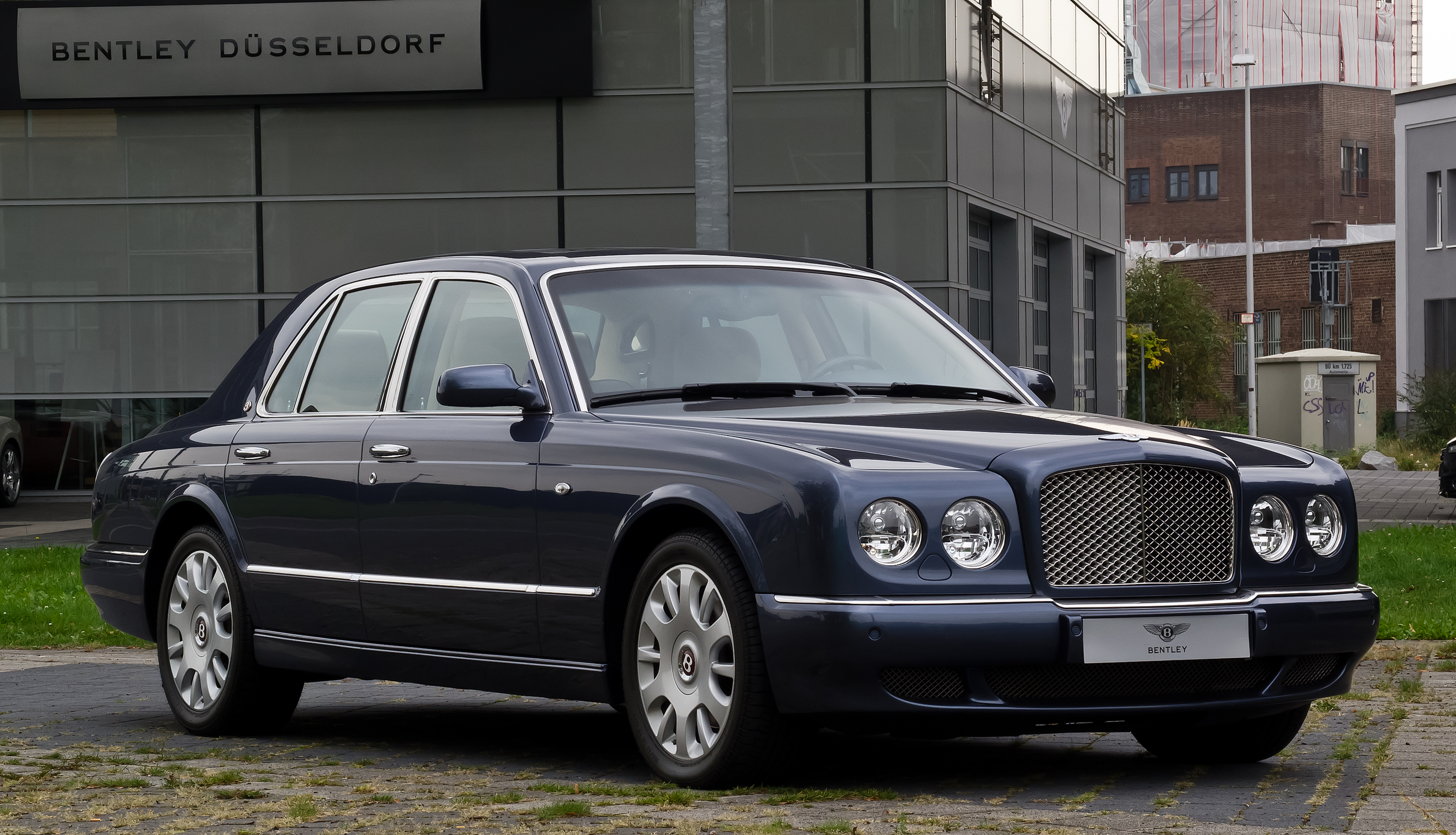
بنتلي أرانج آر (2012)

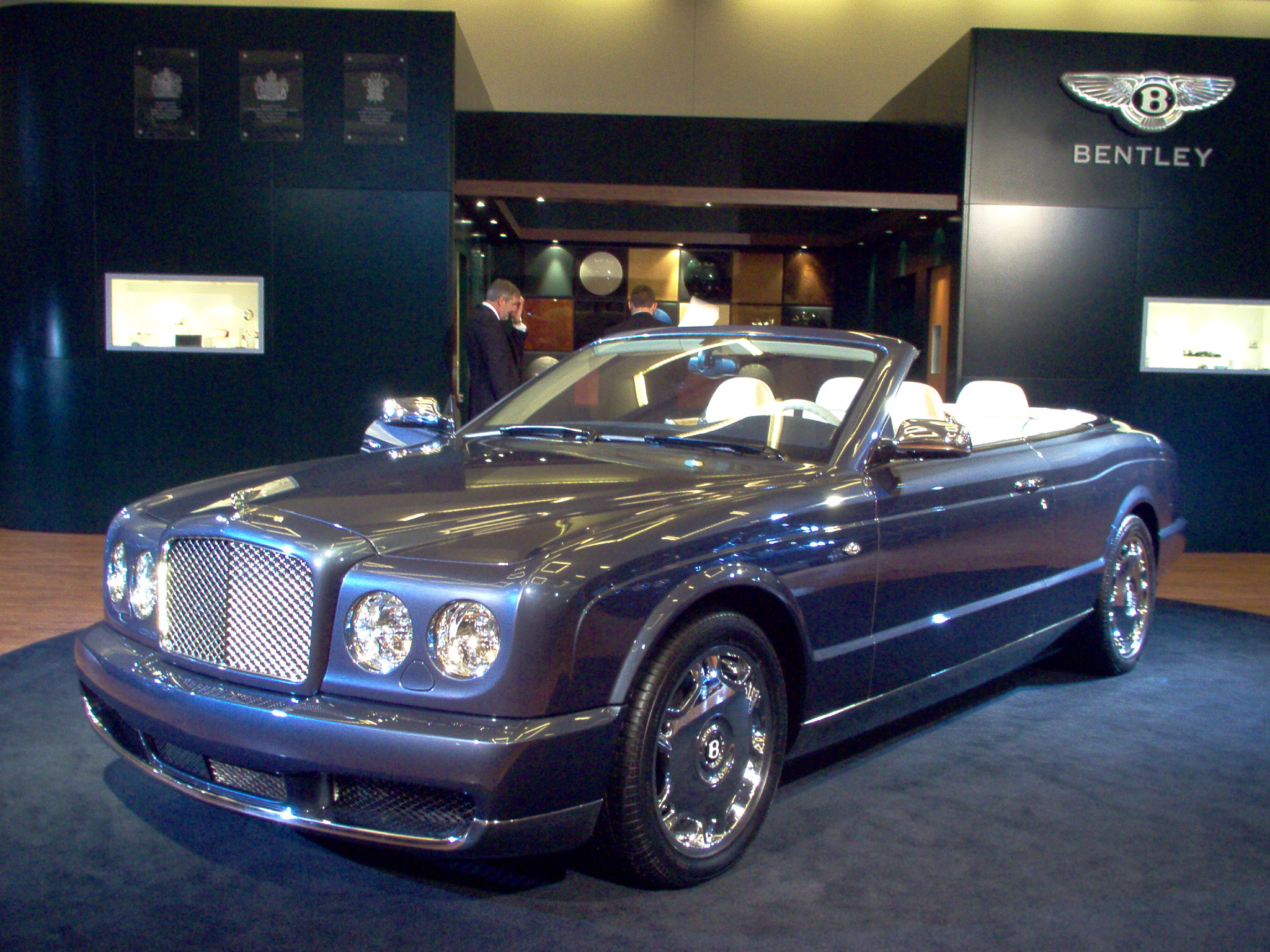
بنتلي أزورا (2006)

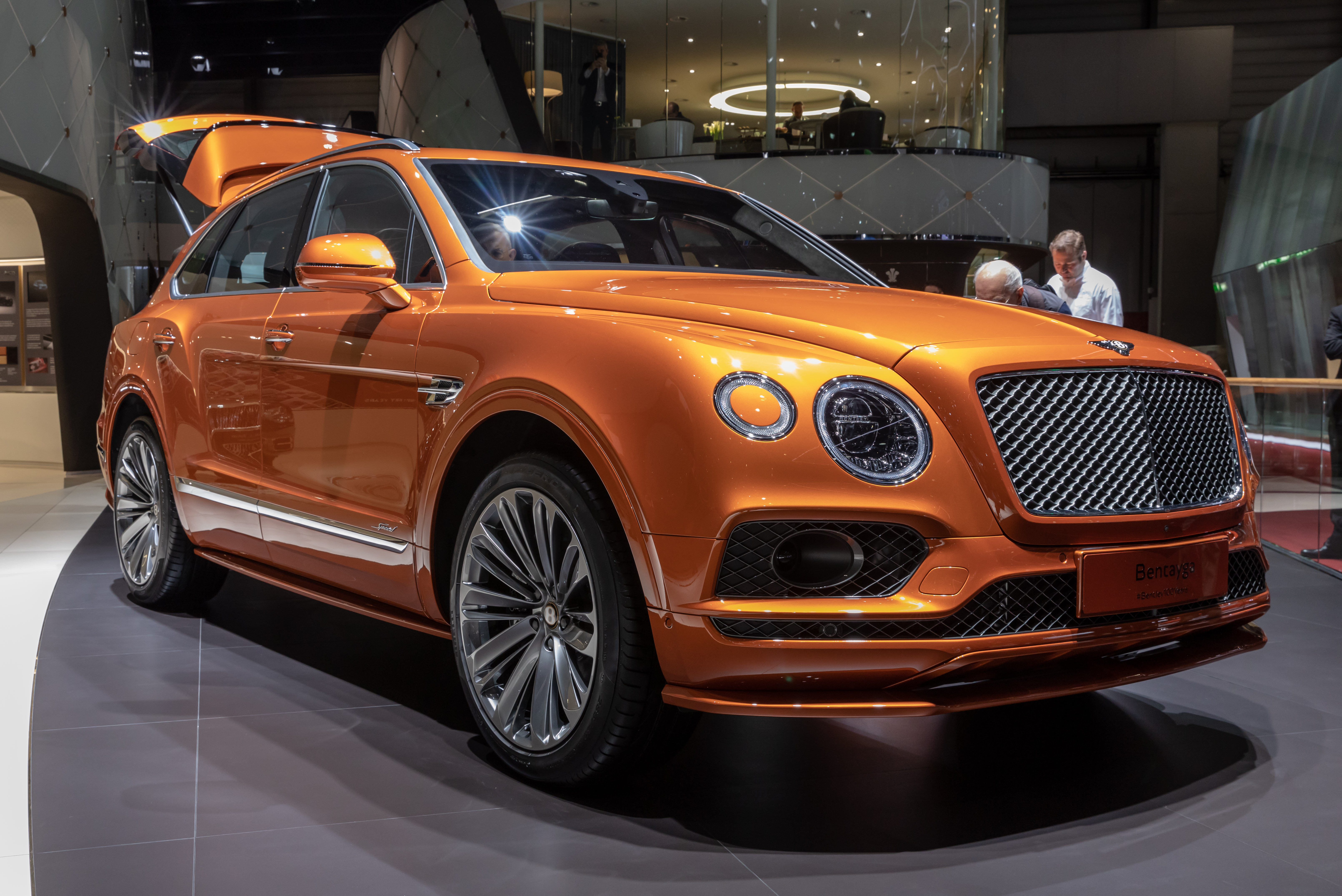
بنتلي بانتايجا سبيد (2019)

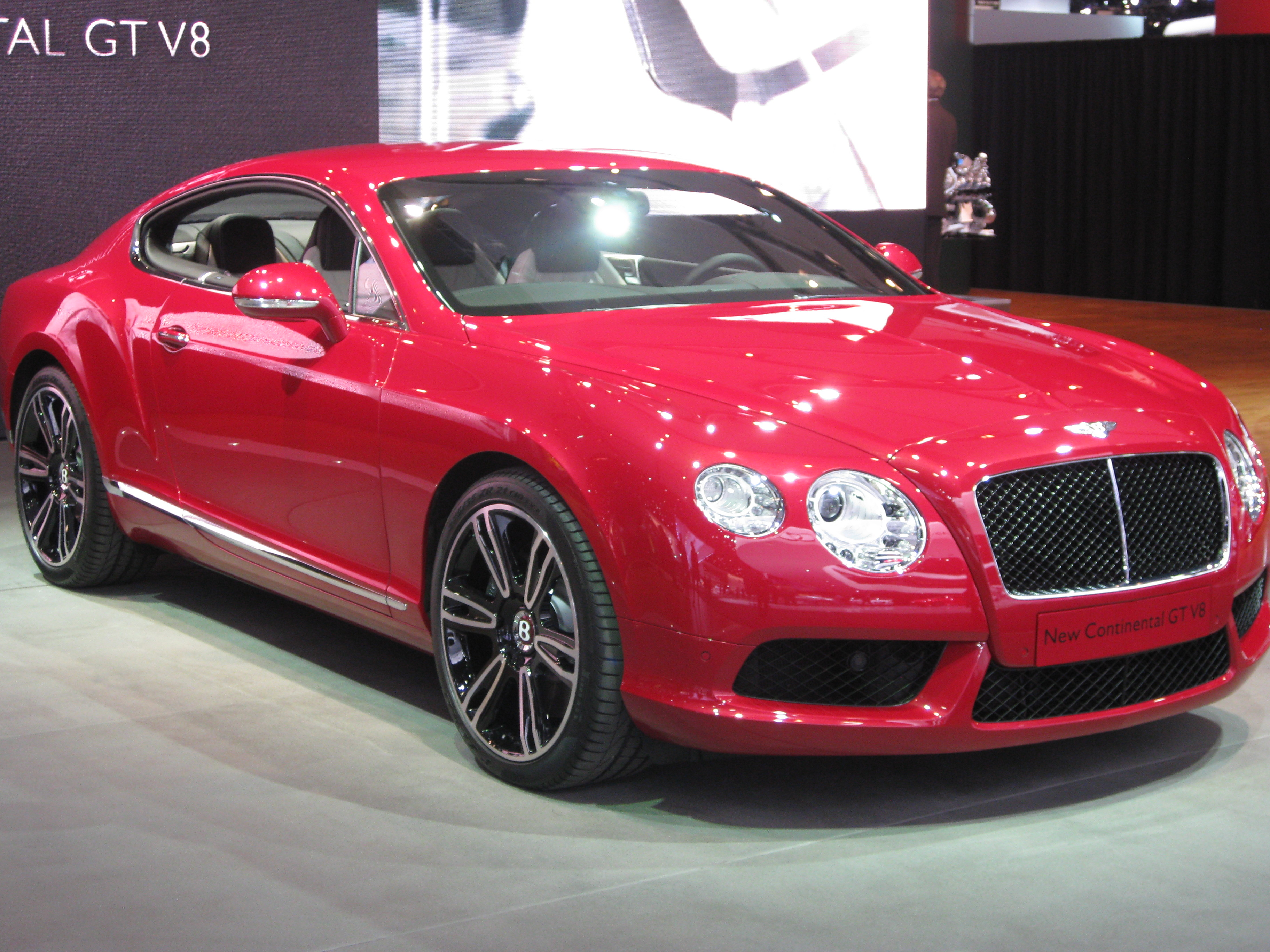
بنتلي كونتيننتال V8 ناياس (2012)

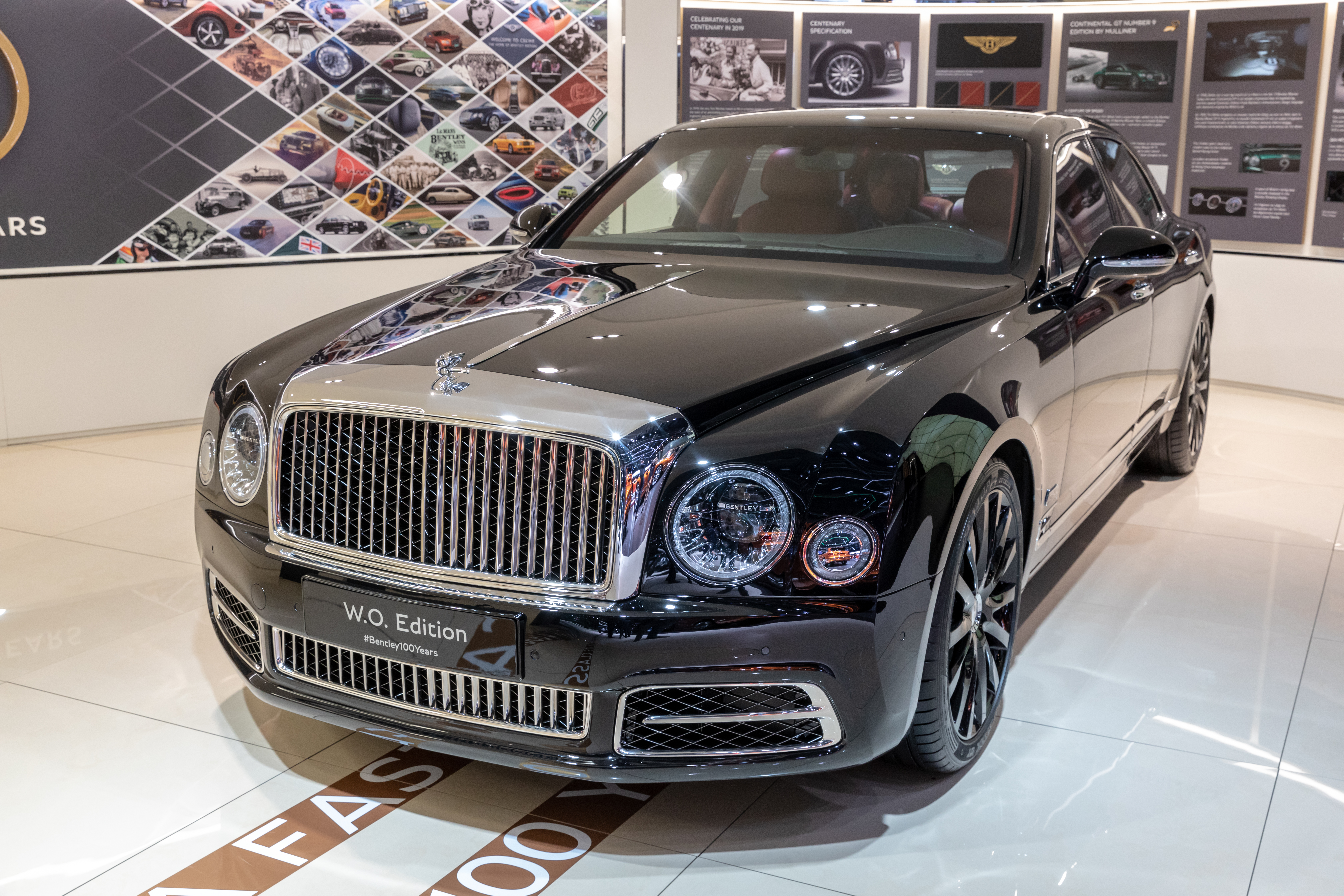
بنتلي موليسان جي آي إم إس لي جراند (2019)

| السنة | الربح أو الخسارة (مليون يورو) | الموظفين | مجموع التوصيل | أمريكا | أوروبا بما فيها بريطانيا | الصين | اليابان | الشرق الأوسط | آسيا المحيط الهادئ | أخرى |
| 1998  |                               | 1500     | 414           |        |                          |       |         |              |                    |      |
| 1999  |                               |          | 1001          |        |                          |       |         |              |                    |      |
| 2000  |                               |          | 1469          |        |                          |       |         |              |                    |      |
| 2001  |                               |          | 1429          |        |                          |       |         |              |                    |      |
| 2002  |                               |          | 1157          |        |                          | 36    |         |              |                    |      |
| 2003  |                               |          | 1017          |        |                          |       |         |              |                    |      |
| 2004  |                               |          | 7411          |        |                          |       |         |              |                    |      |
| 2005  |                               |          | 8627          | 3654   |                          | 500   |         |              |                    | 4473 |
| 2006  | +137                          |          | 9387          | 4035   | 2024                     | 175   |         |              |                    | 3153 |
| 2007  | +155                          |          | 10,014        | 4196   | 4245                     | 338   |         |              |                    | 1235 |
| 2008  | +10                           |          | 7605          |        |                          |       |         |              |                    |      |
| 2009  | −194                          | 3500     | 4616          | 1433   | 897                      | 489   |         |              |                    | 1797 |
| 2010  | −245                          |          | 5117          | 1525   | 1758                     | 910   |         |              |                    | 924  |
| 2011  | 8                             | 4000     | 7003          | 2021   | 2218                     | 1839  |         | 566          | 249                | 110  |
| 2012  | 100                           |          | 8510          | 2457   | 2437                     | 2253  | 190     | 815          | 358                |      |
| 2013  | 176                           |          | 10120         | 3140   | 2861                     | 2191  | 291     | 1185         | 452                |      |
| ----- | ----------------------------- | -------- | ------------- | ------ | ------------------------ | ----- | ------- | ------------ | ------------------ | ---- |

### الإنتاج
| السنة | سي جي تي كوبيه | فلاينغ سبور | سي جي تي كابريو | مولسان | أزور | بروكلاندس | أرناج | كونتيننتال | بنتلي أخرى | رولز رويس | بنتايجا | المجموع |
| 2000  |                |             |                 |        | 131  |           | 1243  | 93         | 2          | 469       |         | 1938    |
| 2001  |                |             |                 |        | 205  |           | 1049  | 114        | 61         | 352       |         | 1781    |
| 2002  |                |             |                 |        | 69   |           | 883   | 50         | 61         | 147       |         | 1210    |
| 2003  | 107            |             |                 |        | 62   |           | 607   | 16         |            |           |         | 792     |
| 2004  | 6896           |             |                 |        |      |           | 790   |            |            |           |         | 7686    |
| 2005  | 4733           | 4271        |                 |        |      |           | 556   |            |            |           |         | 9560    |
| 2006  | 3611           | 4042        | 1742            |        | 177  |           | 464   |            |            |           |         | 10,036  |
| 2007  | 2140           | 2270        | 4847            |        | 350  | 8         | 357   |            |            |           |         | 9972    |
| 2008  | 2699           | 1813        | 2408            |        | 165  | 312       | 277   |            |            |           |         | 7674    |
| 2009  | 1211           | 1358        | 722             |        | 93   | 106       | 147   |            |            |           |         | 3637    |
| 2010  | 1735           | 1914        | 843             | 354    | 2    | 6         |       |            |            |           |         | 4854    |
| 2011  | 3416           | 2354        | 677             | 1146   |      |           |       |            |            |           |         | 7593    |
| 2012  | 3536           | 1764        | 2638            | 1169   |      |           |       |            |            |           |         | 9107    |
| 2013  | 3602           | 3960        | 2197            | 1117   |      |           |       |            |            |           |         | 10,876  |
| 2014  | 3442           | 4556        | 2151            | 884    |      |           |       |            |            |           |         | 11,033  |
| 2015  | 3997           | 3660        | 2216            | 919    |      |           |       |            |            |           | 96      | 10,888  |
| 2016  | 2272           | 1731        | 1600            | 628    |      |           |       |            |            |           | 5586    | 11,817  |
| 2017  | 1345           | 2295        | 1468            | 595    |      |           |       |            |            |           | 4849    | 10,552  |
| 2018  | 2841           | 1627        | 28              | 547    |      |           |       |            |            |           | 4072    | 9115    |
| ----- | -------------- | ----------- | --------------- | ------ | ---- | --------- | ----- | ---------- | ---------- | --------- | ------- | ------- |

### كرو فولكس فاجن بنتلي

#### نماذج السيارات في الإنتاج الحالي
2016 إلى الوقت الحاضر: بينتايجا
2018 إلى الوقت الحاضر: كونتيننتال جي تي (الجيل 3)
2019 إلى الوقت الحاضر: فلاينج سبور (الجيل 3)

#### موديلات السيارات التي كانت في الإنتاج سابقاً
1998-2009: أرناج
2003-2011: كونتيننتال جي تي
2005-2013: كونتيننتال فلاينج سبير (الجيل 1)
2006-2009: أزور (الجيل 2)
2008-2011: بنتلي بروكلاندز (الجيل 2)
2011–2018: كونتيننتال جي تي (الجيل 2)
2013-2019: فلاينج سبور (الجيل 2)
2010-2020: مولسان

#### موديلات سيارات إصدار خاص
1999: هونوديريس
2002: ليموزين ستات

### رياضة السيارات
فازت سيارة بنتلي كونتيننتال جي تي 3 التي دخلها فريق مصنع إم سبورت بجولة سيلفرستون في سلسلة بلانكبين للتحمل 2014. كان هذا أول دخول رسمي لشركة بنتلي في سباق بريطاني منذ كأس RAC السياحي لعام 1930.

## بنتلي مولسان
أطلقت شركة بنتلي البريطانية سيارتها الجديدة كليا والفارهة مولسان في عام 2010، حيث تندرج هذه السيارة الفخمة ضمن فئة سيارات السيدان الكبيرة الفخمة، حيث تتمتع هذه السيارة بالعديد من المواصفات والميزات التي تضعها على لائحة أفخم السيارات بالعالم، سواء على صعيد الشكل الخارجي والداخلي، أوعلى صعيد الأداء العالي والجبار. يتميز الشكل الخارجي الجديد لطراز بنتلي مولسان بتصميم أنيق وفخم، حيث يتمتع هذه الطراز الجديد كلياً بشبك أمامي من الكروم وأضواء أمامية دائرية من نوع باي زينون مزودة بتقنية LED النهارية، بالإضافة إلى صادم كبير يحتوي على فتحة هواء كبيرة مشبكة، كما وتتجه خطوط مولسان الجانبية الانسيابية والبارزة إلى الخلف لتندمج مع الأضواء الخلفية الطولية المزودة بخاصية LED عالية الأداء، ومع الصادم النافر الذي يحتوي على مخرجيّ عادم طوليّين على طرفيه. مقصورة بنتلي مولسان الداخلية تتمتع بلمسات مترفة وعصرية تعكس فكرة بنتلي عن الفخامة، حيث زوّدت مولسان بعدادات كبيرة وواضحة محاطة بخشب عالي الجودة، وبمقود متعدد الوظائف من الجلد يمكنك من التحكم بالنظام الصوتي وبالمكالمات والعديد من الوظائف الأخرى أثناء القيادة، كما وزودت مولسان بمقاعد من الجلد يتم التحكم بها كهربائياً بالإضافة إلى خاصية التدفئة والتبريد والمساج وزودت بنتلي مولسان أيضاً بكونسول وسطي فخم وأنيق، يحتوي على شاشة عرض كبيرة في وسطه تعمل باللمس، وعلى أزرار التحكم بالنظام الموسيقي ونظام التكييف، وأزرار ضبط إعدادات ووظائف السيارة، ولم تنس بنتلي عناصر الترف والرفاهية في مقصورة مولسان الخلفية، حيث زودتها بمسند وسطي يحتوي على أزرار التحكم بشاشة العرض الخلفية والمقاعد، بالإضافة إلى حاملات أكواب جميلة.

## بنتلي كونتينينتال GTC
بعد أن أطلقت شركة بنتلي البريطانية الجيل الثاني من طراز كونتينينتال GT عام 2011، قامت بإطلاقه بنسخة مكشوفة عام 2012 أسمتها كونتينينتال GTC، حيث أضيف حرف (C) إلى حرفيّ (GT) والذي يرمز لكلمة (Convertible) وتعني المكشوفة. يظهر الشكل الخارجي لطراز بنتلي كونتينينتال GTC المكشوف بتصميم رياضي أنيق، حيث يتمتع هذه الطراز بسقف قماشي قابل للكشف متوفر بثمانية ألوان، يمكن فتحه وإغلاقه حتى سرعة 32 كم/س في 25 ثانية، وبشبك أمامي من الكروم اللامع، وأضواء أمامية دائرية من نوع باي زينون مزودة بتقنية LED النهارية، بالإضافة إلى صادم كبير يحتوي على ثلاث فتحات هواء شبكية كبيرة لإيصال المزيد من الهواء إلى المحرك.
كما وتنساب خطوط GTC الجانبية إلى الخلف لتتلاقى مع أجنحة العجلات المنتفخة وتندمج مع الأضواء الخلفية المنفردة والمزودة بخاصية LED عالية الأداء، والصادم الرياضي الذي يحتوي على مخرجيّ عادم طوليين على جانبيه. تتميز المقصورة الداخلية لطراز بنتلي كونتينينتال GTC المكشوف، بتفاصيل ولمسات من الجلد الفاخر والخشب عالي الجودة تزيّن هذه المقصورة الفاخرة، حيث تتمتع GTC بعدادات كبيرة وواضحة محاطة بالخشب ويتوسطها شاشة عرض صغيرة، بالإضافة إلى مقود متعدد الوظائف من الجلد أيضا يمكّنك من التحكم بالنظام الصوتي والمكالمات ومثبت السرعة والعديد من الوظائف الأخرى أثناء القيادة وزودت بنتلي كونتينينتال GTC بمقاعد رياضية من الجلد يتم التحكم بها كهربائياً بالإضافة إلى تزويدها بخاصية التدفئة والتبريد والمساج، وتتميز جي تي سي الرياضية بكونسول وسطي فخم وأنيق، يحتوي على شاشة عرض كبيرة تعمل باللمس، تمكّنك من التحكم بجميع وظائف السيارة الترفيهية والمعلوماتية إلى جانب أزرار للتحكم بالنظام الموسيقي ونظام التكييف، وأزرار لضبط أنظمة قيادة السيارة بجانب قابض ناقل السرعات الأوتوماتيكي ذي التصميم الراقي.

## طراز آر تايب كونتيننتال 1955
- طراز (آر تايب) كان أفضل مثال على السيارات البريطانية الفارهة في الخمسينيات وأوّل سيارة تحمل لوحة (كونتيننتال). (آر تايب) كانت إنتاج شركة (بنتلي) الثاني بعد الحرب العالمية الثانية، حيث جاءت لتحلّ محلّ طراز (مارك 4). على الرغم من تصميمها المتماثل في كل إصداراتها إلا أن كل سيّارة كانت تتمتع بمواصفات فريدة من نوعها من حيث التفاصيل. وبخلاف كلّ السيارات تقريباً في تلك الفترة، كانت (كونتيننتال) تتمتع بهيكل خارجي من الألومنيوم بالكامل.
- كلّ طرازات (آر تايب) كانت تستخدم محرّك حديدي مستقيم سداسيّ الاسطوانات مع رؤوس من الألومنيوم مزوّد بمكربنين مزدوجين من نوع (إس يو). المحرّك الأساسي كان بسعة 4.6 لتر بالإضافة إلى محرّك آخر بقطر أكبر وسعة إجمالية تبلغ 4.9 لتر.
- كانت السيارة مزوّدة بناقل تروس يدويّ بأربع سرعات كمواصفة أساسية إلى جانب ناقل تروس أوتوماتيكي بأربع سيّارات متوفّر كمواصفة إضافية. لم يصنع من السيارة سوى 207 مركبة فقط.

## ذات صلة
- فيست ، ريتشارد (2003). اختطاف السيدة الطائرة: كيف استولت ألمانيا على كل من رولز رويس وبنتلي. كتاب موتور.(ردمك 0-7603-1686-4)
- فرانكل ، أندرو (2005). بنتلي: القصة. ريدوود للنشر.(ردمك 0-9517751-9-7)
- باريسيان ، ستيفن (2013). [iarchive:lifeofautomobile0000pari حياة السيارة: تاريخ جديد للسيارة] (غلاف مقوى). لندن: كتب الأطلسي. (ردمك 978-1-8488-7705-4)

## روابط خارجية
- توجد لدى ويكيميديا كومنز وسائط متعلقة بشركة بنتلي موتورز المحدودة.
- "داخل مصنع بنتلي" - جورن مادسلين ، بي بي سي نيوز
- الموقع الرسمي

## بنتلي مولسان
أطلقت شركة بنتلي البريطانية سيارتها الجديدة كليا والفارهة مولسان في عام 2010، حيث تندرج هذه السيارة الفخمة ضمن فئة سيارات السيدان الكبيرة الفخمة، حيث تتمتع هذه السيارة بالعديد من المواصفات والميزات التي تضعها على لائحة أفخم السيارات بالعالم، سواء على صعيد الشكل الخارجي والداخلي، أوعلى صعيد الأداء العالي والجبار.
يتميز الشكل الخارجي الجديد لطراز بنتلي مولسان بتصميم أنيق وفخم، حيث يتمتع هذه الطراز الجديد كلياً بشبك أمامي من الكروم وأضواء أمامية دائرية من نوع باي زينون مزودة بتقنية LED النهارية، بالإضافة إلى صادم كبير يحتوي على فتحة هواء كبيرة مشبكة، كما وتتجه خطوط مولسان الجانبية الانسيابية والبارزة إلى الخلف لتندمج مع الأضواء الخلفية الطولية المزودة بخاصية LED عالية الأداء، ومع الصادم النافر الذي يحتوي على مخرجيّ عادم طوليّين على طرفيه.
مقصورة بنتلي مولسان الداخلية تتمتع بلمسات مترفة وعصرية تعكس فكرة بنتلي عن الفخامة، حيث زوّدت مولسان بعدادات كبيرة وواضحة محاطة بخشب عالي الجودة، وبمقود متعدد الوظائف من الجلد يمكنك من التحكم بالنظام الصوتي وبالمكالمات والعديد من الوظائف الأخرى أثناء القيادة، كما وزودت مولسان بمقاعد من الجلد يتم التحكم بها كهربائياً بالإضافة إلى خاصية التدفئة والتبريد والمساج
وزودت بنتلي مولسان أيضاً بكونسول وسطي فخم وأنيق، يحتوي على شاشة عرض كبيرة في وسطه تعمل باللمس، وعلى أزرار التحكم بالنظام الموسيقي ونظام التكييف، وأزرار ضبط إعدادات ووظائف السيارة، ولم تنس بنتلي عناصر الترف والرفاهية في مقصورة مولسان الخلفية، حيث زودتها بمسند وسطي يحتوي على أزرار التحكم بشاشة العرض الخلفية والمقاعد، بالإضافة إلى حاملات أكواب جميلة.

## بنتلي كونتينينتال GTC
بعد أن أطلقت شركة بنتلي البريطانية الجيل الثاني من طراز كونتينينتال GT عام 2011، قامت بإطلاقه بنسخة مكشوفة عام 2012 أسمتها كونتينينتال GTC، حيث أضيف حرف (C) إلى حرفيّ (GT) والذي يرمز لكلمة (Convertible) وتعني المكشوفة.
يظهر الشكل الخارجي لطراز بنتلي كونتينينتال GTC المكشوف بتصميم رياضي أنيق، حيث يتمتع هذه الطراز بسقف قماشي قابل للكشف متوفر بثمانية ألوان، يمكن فتحه وإغلاقه حتى سرعة 32 كم/س في 25 ثانية، وبشبك أمامي من الكروم اللامع، وأضواء أمامية دائرية من نوع باي زينون مزودة بتقنية LED النهارية، بالإضافة إلى صادم كبير يحتوي على ثلاث فتحات هواء شبكية كبيرة لإيصال المزيد من الهواء إلى المحرك.
كما وتنساب خطوط GTC الجانبية إلى الخلف لتتلاقى مع أجنحة العجلات المنتفخة وتندمج مع الأضواء الخلفية المنفردة والمزودة بخاصية LED عالية الأداء، والصادم الرياضي الذي يحتوي على مخرجيّ عادم طوليين على جانبيه.
تتميز المقصورة الداخلية لطراز بنتلي كونتينينتال GTC المكشوف، بتفاصيل ولمسات من الجلد الفاخر والخشب عالي الجودة تزيّن هذه المقصورة الفاخرة، حيث تتمتع GTC بعدادات كبيرة وواضحة محاطة بالخشب ويتوسطها شاشة عرض صغيرة، بالإضافة إلى مقود متعدد الوظائف من الجلد أيضا يمكّنك من التحكم بالنظام الصوتي والمكالمات ومثبت السرعة والعديد من الوظائف الأخرى أثناء القيادة
وزودت بنتلي كونتينينتال GTC بمقاعد رياضية من الجلد يتم التحكم بها كهربائياً بالإضافة إلى تزويدها بخاصية التدفئة والتبريد والمساج، وتتميز جي تي سي الرياضية بكونسول وسطي فخم وأنيق، يحتوي على شاشة عرض كبيرة تعمل باللمس، تمكّنك من التحكم بجميع وظائف السيارة الترفيهية والمعلوماتية إلى جانب أزرار للتحكم بالنظام الموسيقي ونظام التكييف، وأزرار لضبط أنظمة قيادة السيارة بجانب قابض ناقل السرعات الأوتوماتيكي ذي التصميم الراقي.

## طراز آر تايب كونتيننتال 1955
- طراز (آر تايب) كان أفضل مثال على السيارات البريطانية الفارهة في الخمسينيات وأوّل سيارة تحمل لوحة (كونتيننتال). (آر تايب) كانت إنتاج شركة (بنتلي) الثاني بعد الحرب العالمية الثانية، حيث جاءت لتحلّ محلّ طراز (مارك 4). على الرغم من تصميمها المتماثل في كل إصداراتها إلا أن كل سيّارة كانت تتمتع بمواصفات فريدة من نوعها من حيث التفاصيل. وبخلاف كلّ السيارات تقريباً في تلك الفترة، كانت (كونتيننتال) تتمتع بهيكل خارجي من الألومنيوم بالكامل.
- كلّ طرازات (آر تايب) كانت تستخدم محرّك حديدي مستقيم سداسيّ الاسطوانات مع رؤوس من الألومنيوم مزوّد بمكربنين مزدوجين من نوع (إس يو). المحرّك الأساسي كان بسعة 4.6 لتر بالإضافة إلى محرّك آخر بقطر أكبر وسعة إجمالية تبلغ 4.9 لتر.
- كانت السيارة مزوّدة بناقل تروس يدويّ بأربع سرعات كمواصفة أساسية إلى جانب ناقل تروس أوتوماتيكي بأربع سيّارات متوفّر كمواصفة إضافية. لم يصنع من السيارة سوى 207 مركبة فقط.